# Frecce Tricolori
La Pattuglia Acrobatica Nazionale (PAN), il cui nome ufficiale è 313º Gruppo Addestramento Acrobatico, ma che è comunemente conosciuta come le Frecce Tricolori, è la pattuglia acrobatica dell'Aeronautica Militare Italiana, nata nel 1961 in seguito alla decisione dell'Aeronautica stessa di creare un gruppo permanente per l'addestramento all'acrobazia aerea collettiva dei suoi piloti; ha sede operativa presso l'aeroporto di Rivolto, in Friuli-Venezia Giulia. 
Con dieci aerei (dal 1982 utilizzano come velivolo gli Aermacchi MB.339 A/PAN MLU), di cui nove in formazione e uno solista, sono la pattuglia acrobatica più numerosa del mondo, e il loro programma di volo, comprendente una ventina di acrobazie della durata di circa mezz'ora, le ha rese famose e riconosciute come una delle migliori pattuglie aeree acrobatiche a livello internazionale, compiendo esibizioni tutto l'anno.

## Storia

### Le premesse

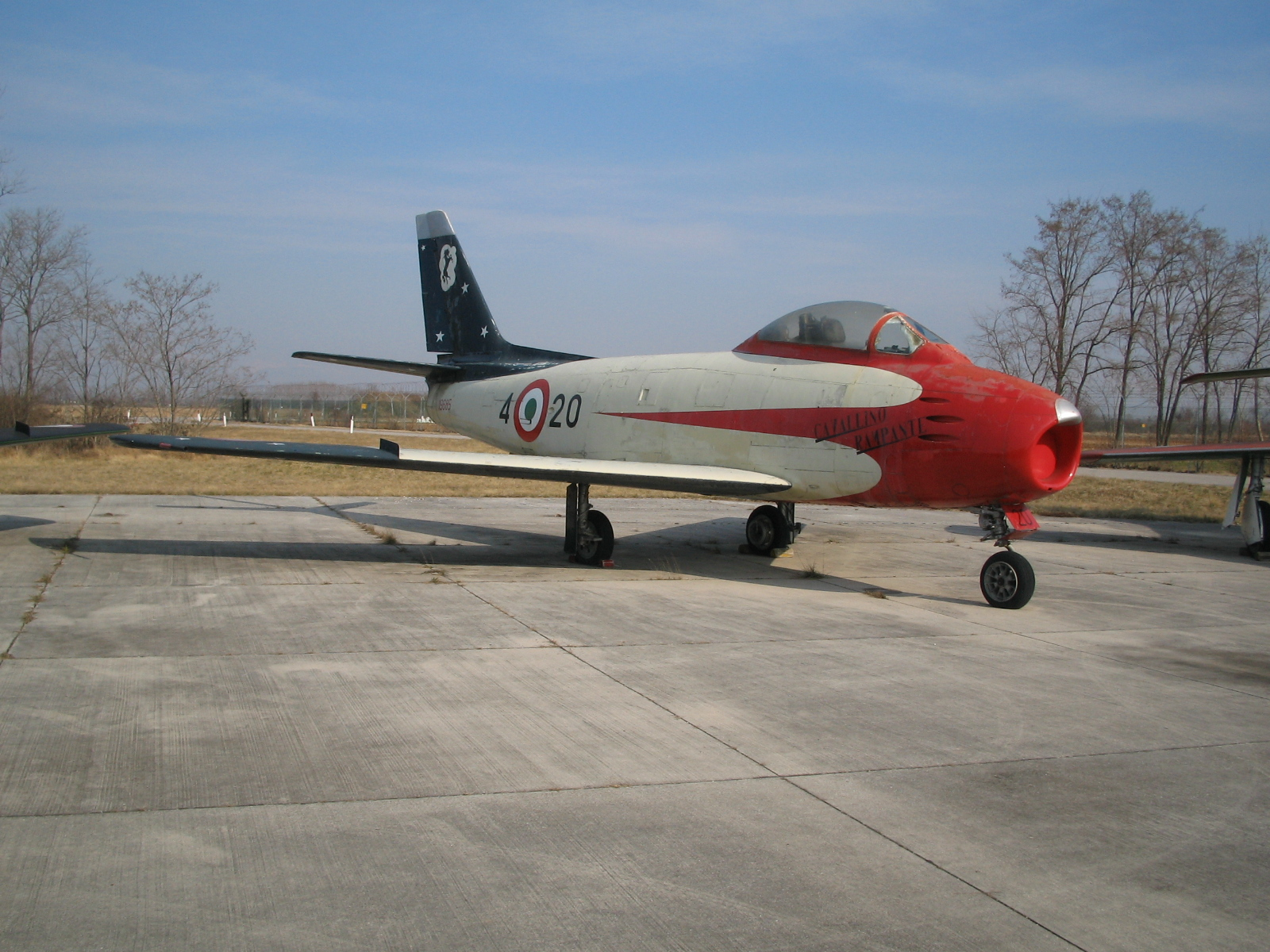
F-86E in dotazione al Cavallino Rampante

In Italia la prima scuola di volo acrobatico venne fondata nel 1930 all'Aeroporto di Udine-Campoformido per iniziativa del colonnello Rino Corso Fougier, comandante del 1º Stormo caccia: la prima formazione consisteva in cinque Fiat C.R.20 e già l'8 giugno 1930 alla prima manifestazione aerea, chiamata "Giornata dell'Ala", questi aerei si esibirono in una "bomba", una figura analoga alla bomba attuale.  Negli anni precedenti alla seconda guerra mondiale la "Pattuglia Folle" della Regia Aeronautica partecipò a varie manifestazioni (da notare è che nel 1932 si impiegarono apparecchi Breda Ba.19, nel 1934 Fiat C.R.30 e dal 1936 Fiat C.R.32), tra le quali nel 1938 l'inaugurazione dell'Aeroporto di Milano-Linate durante la quale il Capo Pattuglia fu la Medaglia d'argento al Valor Militare Bruno Sartori.
Dopo l'inevitabile parentesi del periodo 1939-1945 la pattuglia acrobatica fu sciolta e si riformò nel dopoguerra, anche se non ufficialmente inquadrata come pattuglia acrobatica. Fu infatti il 51º Stormo, equipaggiato con aerei statunitensi P-51D Mustang ed inglesi Spitfire Mk.IX, il primo ad esibirsi con tre Spitfire all'aeroporto di Padova nel settembre 1947. L'entusiasmo di questi piloti venne presto seguito da alcuni loro colleghi del 5º Stormo, che formarono un'altra pattuglia acrobatica basata su aerei Spitfire.

Un'acrobazia dei Lanceri Neri nel 1959 ad Aviano

Nel 1950 si formò una pattuglia chiamata "Cavallino Rampante", costituita da quattro piloti del 4º Stormo dotati di velivoli D.H.100 Vampire. Parallelamente a questo reparto, nel 1953 si istituì il "Guizzo", proveniente dal 5º Stormo e operativo su aerei F-84G Thunderjet. Questa unità partecipò riscuotendo notevole successo a vari show in tutta Europa, grazie anche al ritorno della manovra acrobatica chiamata "bomba": i quattro piloti alla sommità di un looping in formazione si gettarono in picchiata in direzioni opposte richiamando l'aereo solamente in prossimità del suolo. La notorietà del Guizzo crebbe a tal punto che nel 1955 gli venne dedicato un film chiamato "I quattro del getto tonante" (in onore del Thunderjet), e fu proprio grazie a questo film che il reparto cambiò ufficialmente nome in "Getti Tonanti", continuando ad esibirsi fino al 1956, quando vennero sostituiti dalle "Tigri Bianche" del 51º Stormo, montate sempre su F-84G.
Dopo un anno di successi, questa nuova pattuglia acrobatica cedette il passo alla rinata Cavallino Rampante ed ai suoi nuovi F-86E Sabre, che inizieranno l'attività il 19 maggio 1957 all'aeroporto di Torino-Caselle raggiungendo l'apice con l'esibizione al salone internazionale dell'aeronautica e dello spazio di Parigi-Le Bourget. Tante vittorie artistiche derivarono anche dal fatto che, per la prima volta in Italia, si usò un apparato generatore di fumi bianchi, con i quali le figure acrobatiche vennero messe particolarmente in risalto. Il 1957 vide anche l'entrata in scena di due nuovi reparti acrobatici: i "Diavoli Rossi" ed i "Lanceri Neri". I primi erano in organico al 6º Stormo, e con i loro F-84F Thunderstreak ottennero un grande consenso tra la popolazione, come dimostra un loro tour effettuato negli Stati Uniti d'America; i secondi invece provenivano dalla 2ª Aerobrigata, dimostrando, con l'ausilio degli F-86E, grande abilità operativa, che li portò a volare anche in Iran nel 1959 al cospetto dello scià Mohammad Reza Pahlavi.
Nel 1959 fu anche ricostituita la formazione dei Getti Tonanti equipaggiata con F-84F, la cui livrea verrà modificata nel 1960 con i cinque cerchi della bandiera olimpica in occasione dei giochi della XVII Olimpiade tenutisi a Roma.

### Nascita delle Frecce Tricolori

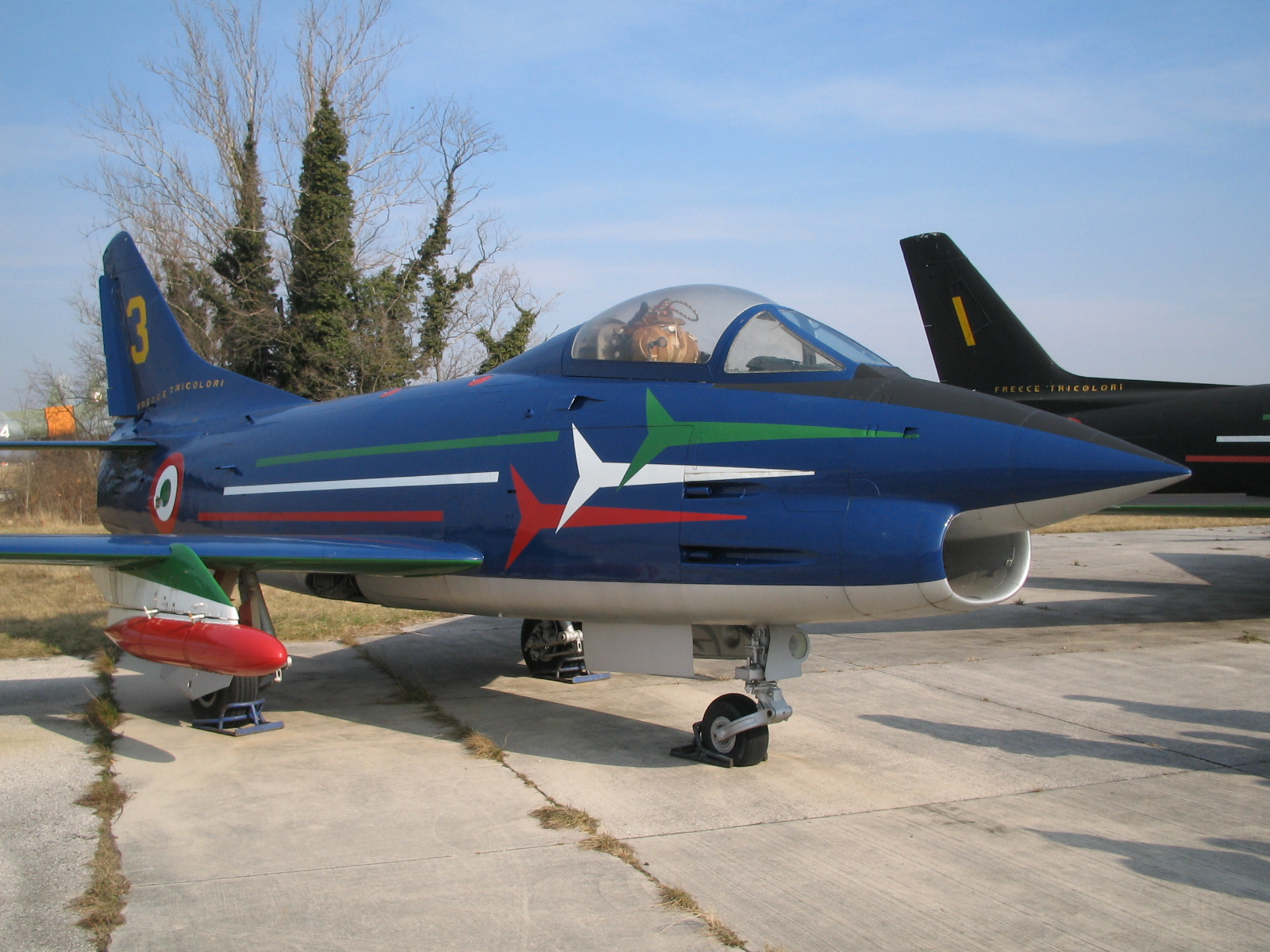
Un Fiat G.91PAN, in servizio nelle Frecce Tricolori dal 1963 al 1982

Francobollo celebrativo, 50º anniversario della nascita della PAN

Frecce Tricolori a Firenze, passaggio piatto

Verso la fine del 1960 si decise di terminare questa turnazione tra i vari stormi e di fondare un reparto la cui specifica finalità fosse formare la pattuglia acrobatica nazionale, selezionando i migliori piloti dei vari reparti.
Il maggiore Mario Squarcina, leader dei Diavoli Rossi fu incaricato così dallo Stato Maggiore dell'Aeronautica Militare di costituire la Pattuglia Acrobatica Nazionale (P.A.N.) composta da piloti provenienti da tutti i reparti dell'Aeronautica Militare. Il 313º Gruppo Addestramento Acrobatico fu fondato il 1º marzo 1961 nell'aeroporto di Rivolto con Squarcina comandante. Lo stesso giorno, 6 North American F-86 Sabre della 4ª Aerobrigata decollavano da Grosseto destinazione Rivolto.
Il 1º maggio 1961 ci fu la prima uscita ufficiale della P.A.N. con il programma alto di 4 + 1 F86 Sabre sull'aeroporto di Trento - Gardolo, in occasione della manifestazione aerea del locale Aero Club. Tre giorni dopo - il 3 maggio - durante un volo di Addestramento Acrobatico sulla Aerobase di Rivolto, due velivoli entrarono in collisione causando un morto tra i piloti. Le Frecce Tricolori, nel 1961 furono equipaggiate con un nuovo impianto fumogeno in grado di rilasciare una fumata con una delle tre diverse colorazioni del Tricolore, primo assoluto nella storia con questa caratteristica tecnica, progettato e realizzato dal Cap G.A.r.i. Angelo Luca Nardella, e tornarono a volare il 10 maggio dello stesso anno. Il 3 luglio 1961, in piena stagione acrobatica, Franco Pisano - futuro Capo di stato maggiore dell'Aeronautica Militare - divenne il nuovo capo formazione, ruolo che ricoprì fino al 1962.
Le Frecce Tricolori volarono su North American F-86 Sabre fino al 1963. L'organico, inizialmente non numeroso come quello odierno, fu allargato nel 1963 a nove elementi più il solista, aggiungendo anche la possibilità di usare fumi colorati. L'anno seguente arrivarono i cacciabombardieri Fiat G.91PAN, per poi passare nel 1982 sugli attuali Aermacchi MB-339 A/PAN MLU. Il 28 agosto 1988 la PAN fu protagonista della collisione aerea di Ramstein, in cui persero la vita tre piloti e 67 spettatori. Perirono in quell'occasione il capitano Giorgio Alessio, il tenente colonnello Mario Naldini e il tenente colonnello Ivo Nutarelli. Gli ultimi due avrebbero dovuto testimoniare al processo per la strage di Ustica pochi giorni dopo. Questo fu motivo di vari sospetti circa la reale natura di "incidente" dell'accaduto.
Nonostante questa sventura, la PAN è oramai un biglietto da visita dell'Italia e dell'Aeronautica Militare nel mondo e per molti italiani è un motivo d'orgoglio, tanto che quando nel maggio 2006 la senatrice Lidia Menapace in un'intervista le definì inutili, rumorose ed inquinanti e ne chiese lo scioglimento, subito si levarono numerose proteste da parte di tutti gli schieramenti politici. Il successo delle Frecce Tricolori è attestato anche dalla scelta della casa motociclistica Aprilia che, per promuovere la propria attività, l'11 marzo 2005 stipulò il gemellaggio con il reparto dell'Aeronautica Militare.
Nel 2010, come riconoscimento per i 50 anni delle Frecce Tricolori, la casa automobilistica Pagani Automobili ha realizzato una serie limitata in tre esemplari della supercar Zonda, chiamata appunto Pagani Zonda Tricolore, con livrea in carbonio a vista blu, cerchi dorati e bandiera tricolore sul cofano anteriore. Un MB-339 delle Frecce Tricolori è ospitato sulla portaerei USS Intrepid, portaerei statunitense adibita a museo aeronavale nella città di New York.
La stagione 2023 è stata una stagione molto complicata per il 313º gruppo:
Il 29 aprile 2023, a pochi giorni dall'evento di apertura della stagione acrobatica 2023, un ultraleggero pilotato dal capitano Alessio Ghersi, PONY 5 nella formazione, è precipitato nella provincia di Udine. L'incidente è costato la vita del capitano e di un suo parente, anch'esso occupante del velivolo. La perdita di un elemento della formazione ha portato l'intero gruppo ad un momento di crisi, seguito da uno stand-by dell'attività fino a data da destinarsi. La formazione è tornata a sorvolare i cieli italiani in occasione della Festa della Repubblica, riportando sulla fusoliera dell'MB-339 n. 5, il velivolo pilotato proprio dal capitano Ghersi, il suo nome per ricordo.
Il 14 giugno 2023, mentre la formazione si preparava per le celebrazioni del Centenario dell'Aeronautica Militare in programma sull'aeroporto militare di Pratica di Mare, un altro lutto ha colpito la formazione. Si tratta stavolta dell'aviere capo Vincenzo Varriale, capo velivolo di PONY 8. A lui, la formazione ha dedicato alcune evoluzioni durante l'air show immediatamente successivo.
Il 16 settembre 2023, mentre la pattuglia acrobatica stava preparando la partecipazione ad un’esibizione organizzata per il centenario dell’aeronautica militare previsto alcuni giorni dopo a Vercelli, il Pony 4 Aermacchi MB-339 guidato dal pilota Oscar del Dò ha avuto una avaria al motore al passaggio sull’aeroporto di Caselle (TO). Il pilota ha dovuto abbandonare il velivolo, e quest’ultimo si è schiantato in una via limitrofa sulla quale stava transitando una autovettura. Nell’impatto perde la vita una bambina di 5 anni, Laura, mentre restano ustionati i genitori e il fratello maggiore di 12 anni. L’incidente rinfocola il dibattito sulla opportunità o meno di mantenere attiva la pattuglia.
La stagione 2024 è stata caratterizzata dal ritorno della PAN in Nord America per il NAT (North American Tour) 2024. La serie di eventi a cui hanno preso parte i 10 piloti della formazione, programmati tra Stati Uniti e Canada, corrisponde tra l'altro ai festeggiamenti per il 100º anniversario della nascita della RCAF, l'aeronautica militare canadese.
Il 12 settembre 2024 viene presentato presso l’Aeroporto di Treviso-Istrana l’Alenia Aermacchi M-346 Master come nuovo velivolo della PAN.

## Descrizione

### Caratteristiche degli aerei

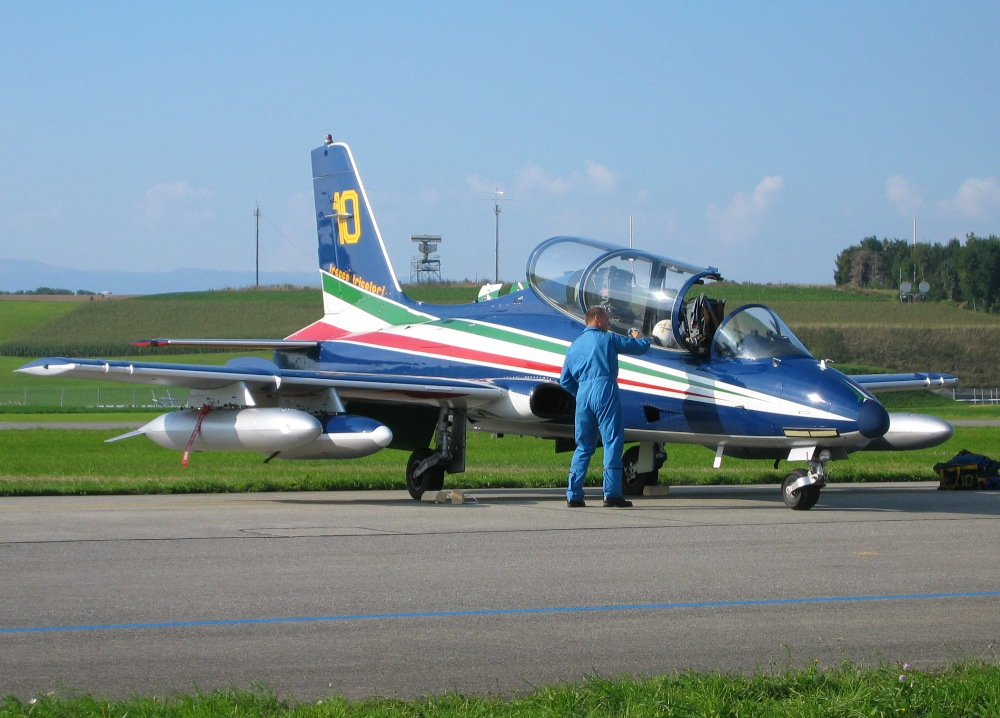
Un Aermacchi MB-339PAN delle Frecce Tricolori

Ai classici Aermacchi MB-339 A in forza all'Aeronautica Militare Italiana sono stati tolti i serbatoi delle estremità alari per due ragioni:
1. penalizzerebbero le prestazioni acrobatiche dei velivoli, in particolare i tonneau veloci a causa di una massa non indifferente posta lontana dall'asse di rotazione;
2. renderebbero più problematico il mantenimento della formazione stretta durante le manovre acrobatiche, inibendo in parte la visuale del velivolo accanto al quale si vola e privando così i "gregari" di punti di riferimento precisi per il mantenimento della posizione.

Vengono così ideate le taniche subalari miste, contenenti sia l'olio di vaselina per le fumate che una certa quantità di carburante per compensare parzialmente la riduzione di autonomia causata dalla rimozione delle "tip tanks" di estremità. Serbatoi subalari di carburante più grandi (pylon tank), già previsti all'origine, possono essere installati sui piloni subalari esterni per i voli di trasferimento a lungo raggio. In occasione della prima crociera in USA-Canada (1986), vennero allestite speciali tip tank a sezione cilindrica, di capacità molto superiore a quella delle originali tip tank a sezione ellittica. Tali tip tank cilindriche, aggiunte ai pylon tank, forniscono un'autonomia adeguata alle grandi tappe nel nord-Atlantico, permettendo anche una digressione su un eventuale aeroporto alternato.
Il fumo colorato viene generato per dispersione, ed è composto da olio di vaselina a cui vengono aggiunti pigmenti non inquinanti. La fuoriuscita di tale composto avviene attraverso un tubicino posto nello scarico posteriore dell'aeroplano. 
La sostituzione (prevista per il 2017) dell'MB-339PAN con l'Alenia Aermacchi M.345 HET (High Efficiency Trainer), annunciata nel 2013, è stata bloccata nel 2014, riconfermata nel 2016 (con entrata in servizio inizialmente prevista per il 2020) ma nel 2024 l'M-345 viene definitivamente scartato in favore del M-346 Master, annunciato ufficialmente il 12 settembre 2024 contemporaneamente alla presentazione della nuova livrea ed all'acquisto di 15 velivoli destinati a tale scopo.

### Formazione

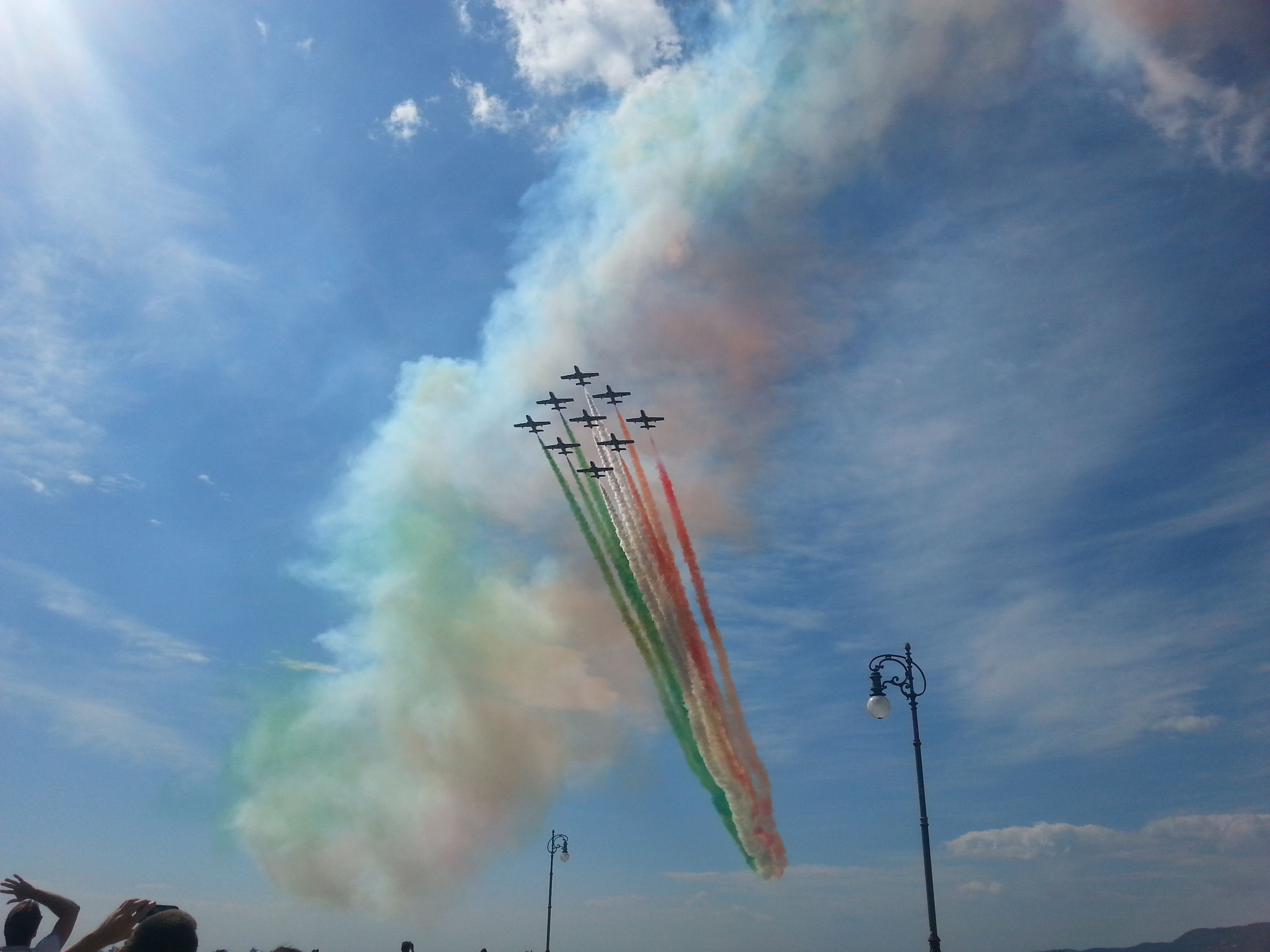
Le Frecce Tricolori sfrecciano sul Molo Audace di Trieste, in occasione dell'ultima tappa del Giro d'Italia 2014

Durante le esibizioni la formazione della pattuglia acrobatica è solitamente composta da 9 velivoli, denominati "Pony", targati ognuno con un numero che va da 1 a 10. Il nominativo "Pony" fu coniato dall'allora Capitano Zeno Tascio per ricordare il cavallino di Francesco Baracca che costituisce l'insegna del 4º Stormo, all'epoca 4ª Aerobrigata che si stava già preparando ad assumere l'incarico PAN per il 1961. I velivoli possono essere, a seconda delle esigenze del Reparto, anche 11 in totale, comprendendo così la figura del responsabile dell'addestramento acrobatico.
- Pony 0 - Comandante
- Pony 1 - Capo Formazione
- Pony 2 - 1º Gregario Sinistro
- Pony 3 - 1º Gregario Destro
- Pony 4 - 2º Gregario Sinistro
- Pony 5 - 2º Gregario Destro
- Pony 6 - 1º Fanalino
- Pony 7 - 3º Gregario Sinistro
- Pony 8 - 3º Gregario Destro
- Pony 9 - 2º Fanalino
- Pony 10 - Solista

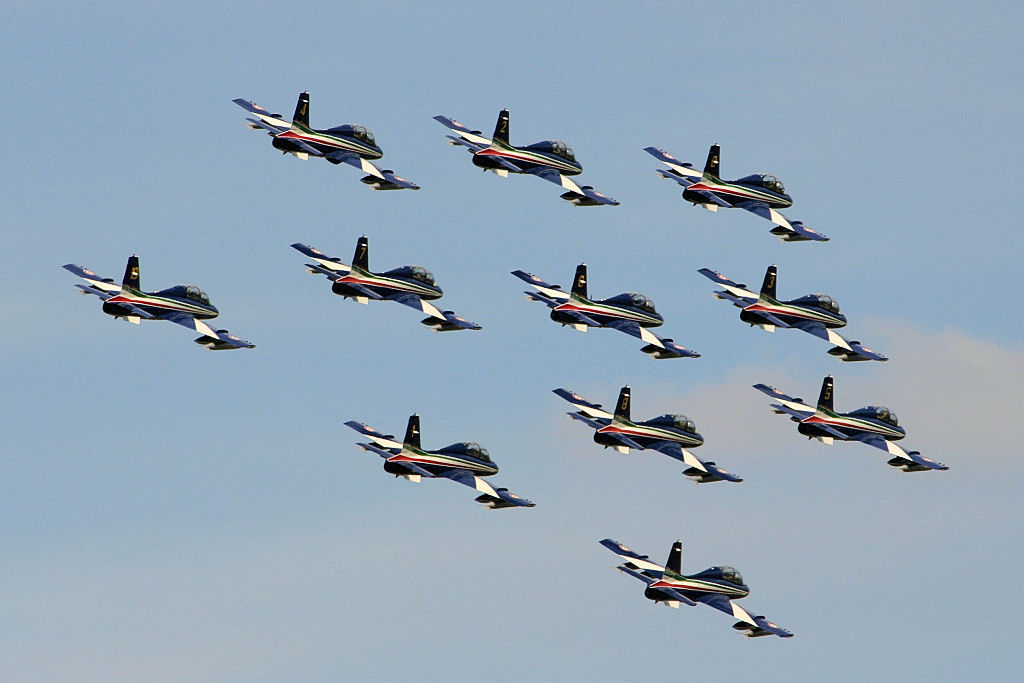
La formazione in volo in una rara configurazione a 11 velivoli, durante il RIAT 2005

- Pony 11 - Supervisore Addestramento Acrobatico
- Pony 12 - Pilota in Addestramento
- Pony 13 - Pilota in Addestramento
- Pony 14 - Pilota in Addestramento
- Pony 15 - Pilota in Addestramento
- Pony 16 - Pilota in Addestramento

### Livrea
La prima livrea della PAN, applicata su F-86E, aveva come base il Blu Savoia, in una tonalità molto brillante e allo stesso tempo scura. Sui lati della fusoliera era applicata una losanga azzurra, con all'interno una freccia stilizzata in colore nero seguita da una scia bicolore bianca e rossa. La parte inferiore della fusoliera era in argento, le ali erano in tinta con la fusoliera sul dorso e presentavano il tricolore in posizione parallela alla lunghezza dell'ala sul ventre. Nel 1962 tale livrea venne abbandonata in favore di una più semplice, mantenendo lo schema di colori della fusoliera e delle ali, ma, al posto della losanga azzurra, presentava 3 frecce dipinte nei 3 colori della bandiera italiana, ognuna delle quali seguita da una scia del colore corrispondente. Venne poi aggiunta sulla coda prima una lettera e poi un numero che indicasse la posizione del velivolo all'interno della formazione, in colore giallo, sotto al quale era riportato in piccolo il nome (frecce tricolori) della pattuglia.
Con il passaggio, nel 1963, al G-91, la livrea venne ripresa ed adattata alle forme del cacciabombardiere italiano. 

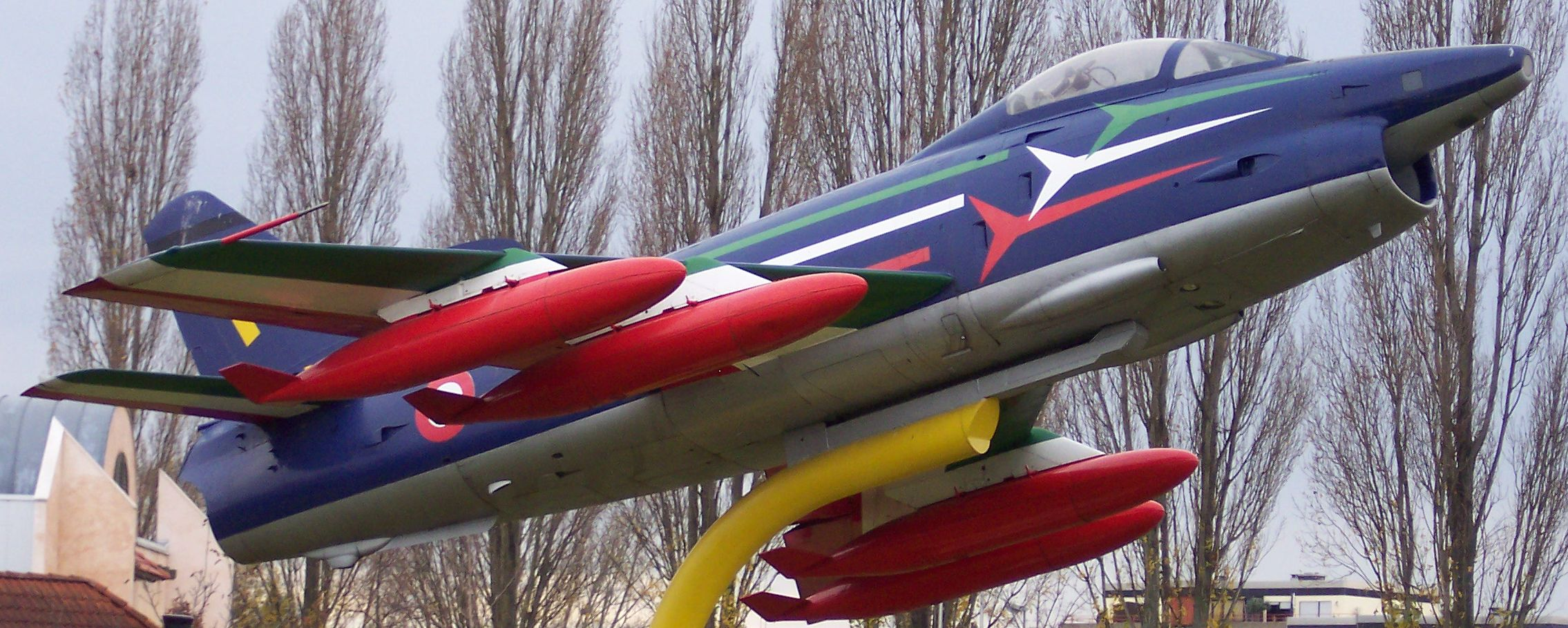
la livrea della PAN applicata al G-91

Quando, nel 1982, la pattuglia effettuò la transizione sull'MB-339, la livrea subì un sostanziale redesign, per meglio adattarsi alle forme del nuovo addestratore, sostanzialmente differenti da quelle dei suoi più tozzi predecessori: Lo schema generale della livrea rimase pressoché invariato, con il blu savoia come colore principale, mentre la livrea venne arricchita dal tricolore italiano che ora corre dal muso alla coda del velivolo, su entrambi i lati della fusoliera. La coda è in tinta con la fusoliera, e su di essa è riportato il numero relativo alla posizione del velivolo nella formazione, in giallo. Il dorso delle ali condivide anch'esso il colore della fusoliera, interrotto da bande di colore bianco che corrono trasversalmente lungo ogni ala, mentre il ventre è tricolore. La parte inferiore della fusoliera è dipinta in argento. Sul musetto dei macchini, di fronte al cupolino, è ora indicato in bianco lo stesso numero presente sulla coda, sovrastato dalle 3 frecce tricolori dello stemma. Venne inoltre aggiunto, sul lato sinistro del cupolino, il grado e il cognome del pilota che avrebbe portato in volo un determinato velivolo per la stagione. 

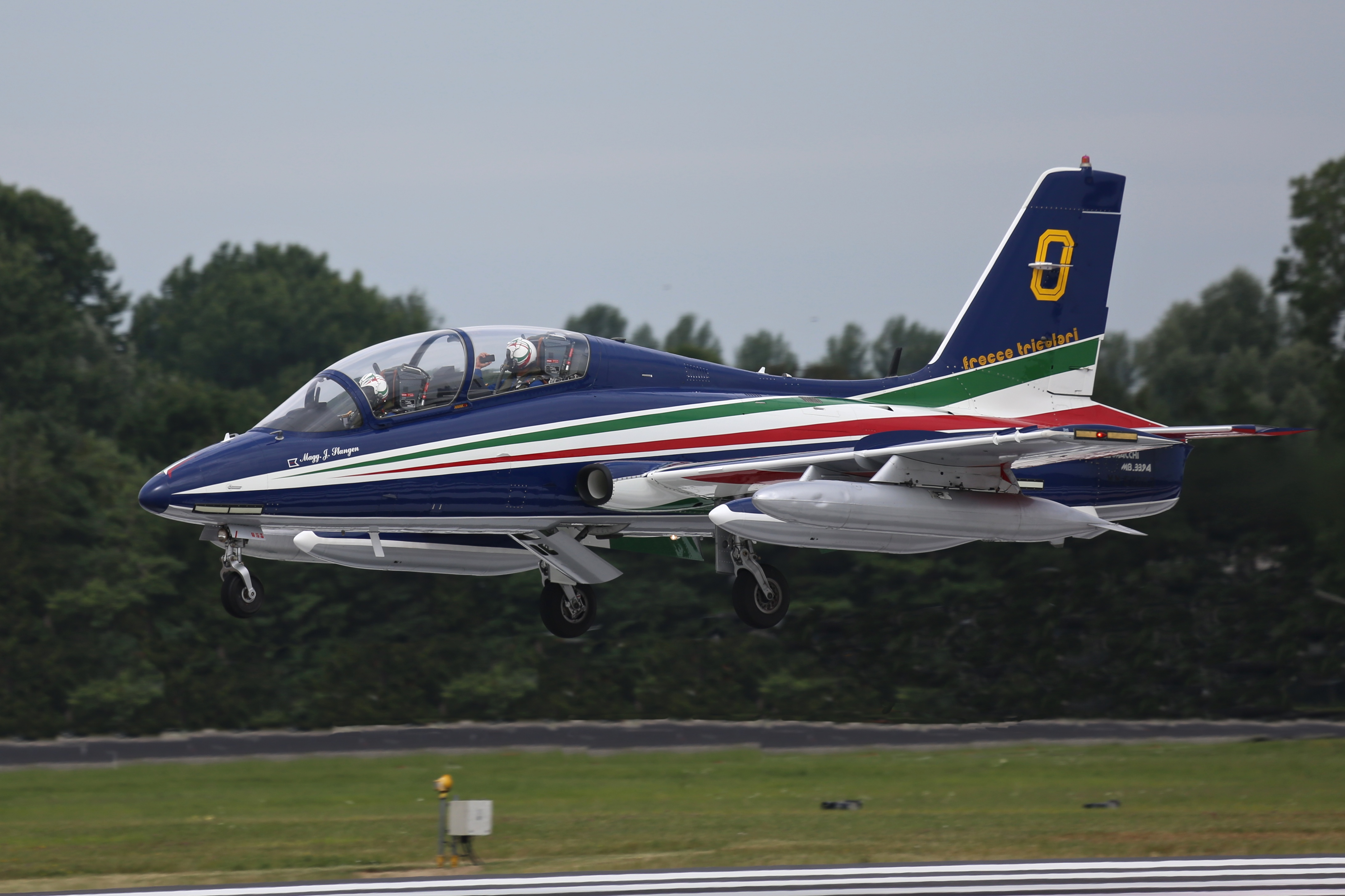
la livrea applicata sull'MB-339 fino al 2015

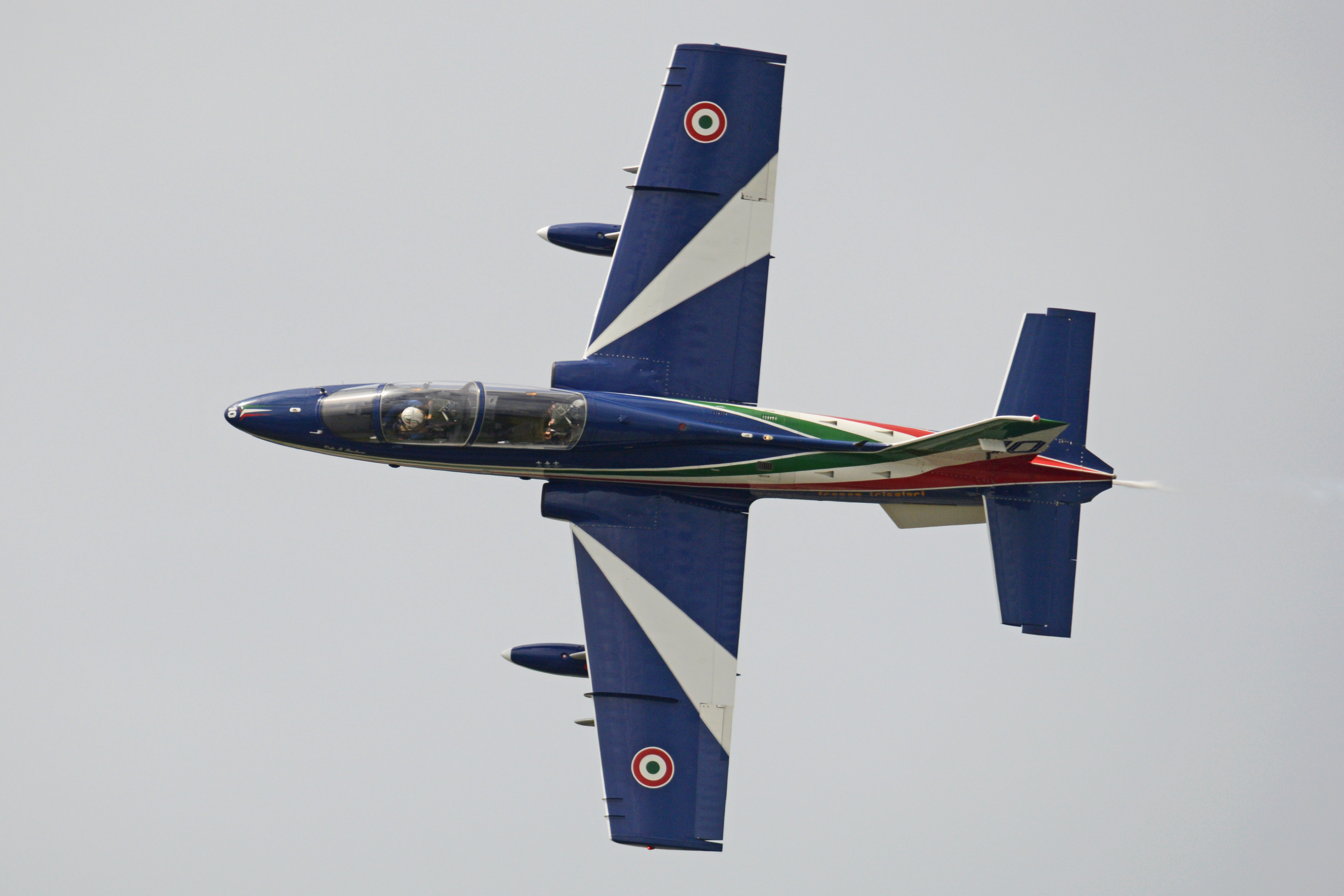
dettaglio della parte superiore della livrea

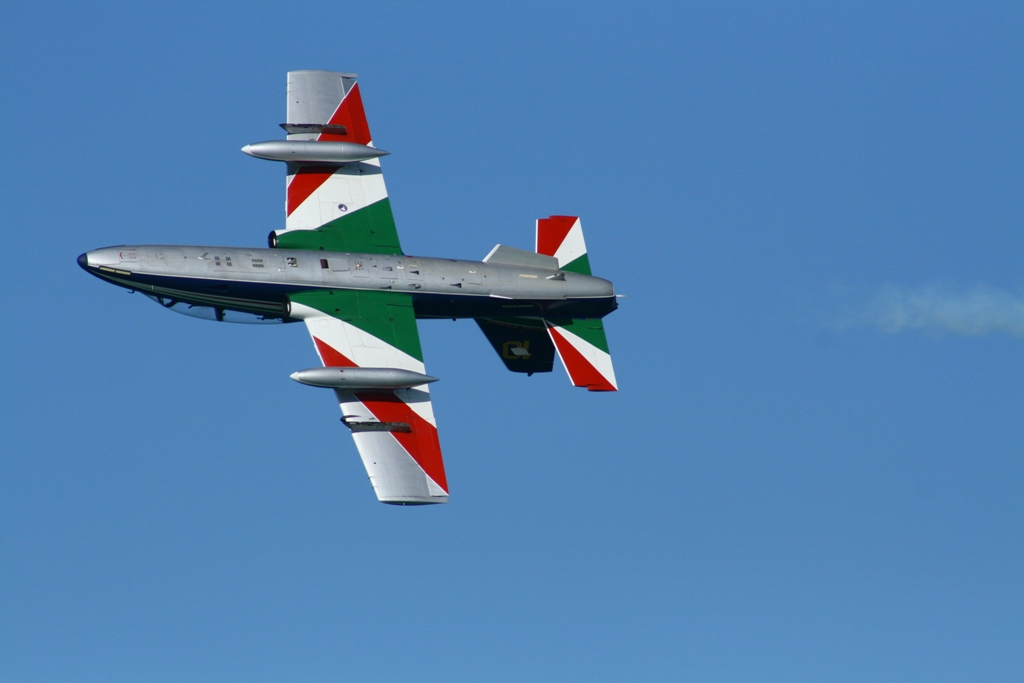
il ventre colorato degli MB-339PAN

Questa fu la livrea in uso fino al 2015; Nel 2016, in occasione del 55º anniversario della pattuglia, l'identità estetica del gruppo venne leggermente rinnovata, specialmente nella zona della deriva, che venne resa un tutt'uno con la già presente fascia tricolore della fusoliera. Il primo velivolo a presentare la livrea (MM54517), portò per l'intera stagione acrobatica un numero celebrativo, il 55, inizialmente dipinto in blu scuro, poi, in corrispondenza dell'applicazione della livrea sugli altri elementi della pattuglia, il numero venne uniformato nella tinta a quello dei restanti velivoli, passando dal blu al giallo. La bassa visibilità, però, di questa tinta, fece sì che, a partire dal 2017, il numero venne riapplicato in blu scuro su tutti i velivoli. Vennero inoltre aggiunte, sui lati del cupolino, le silhouette dei 3 velivoli (F-86, G-91, MB-339) che hanno servito nel 313º gruppo. 

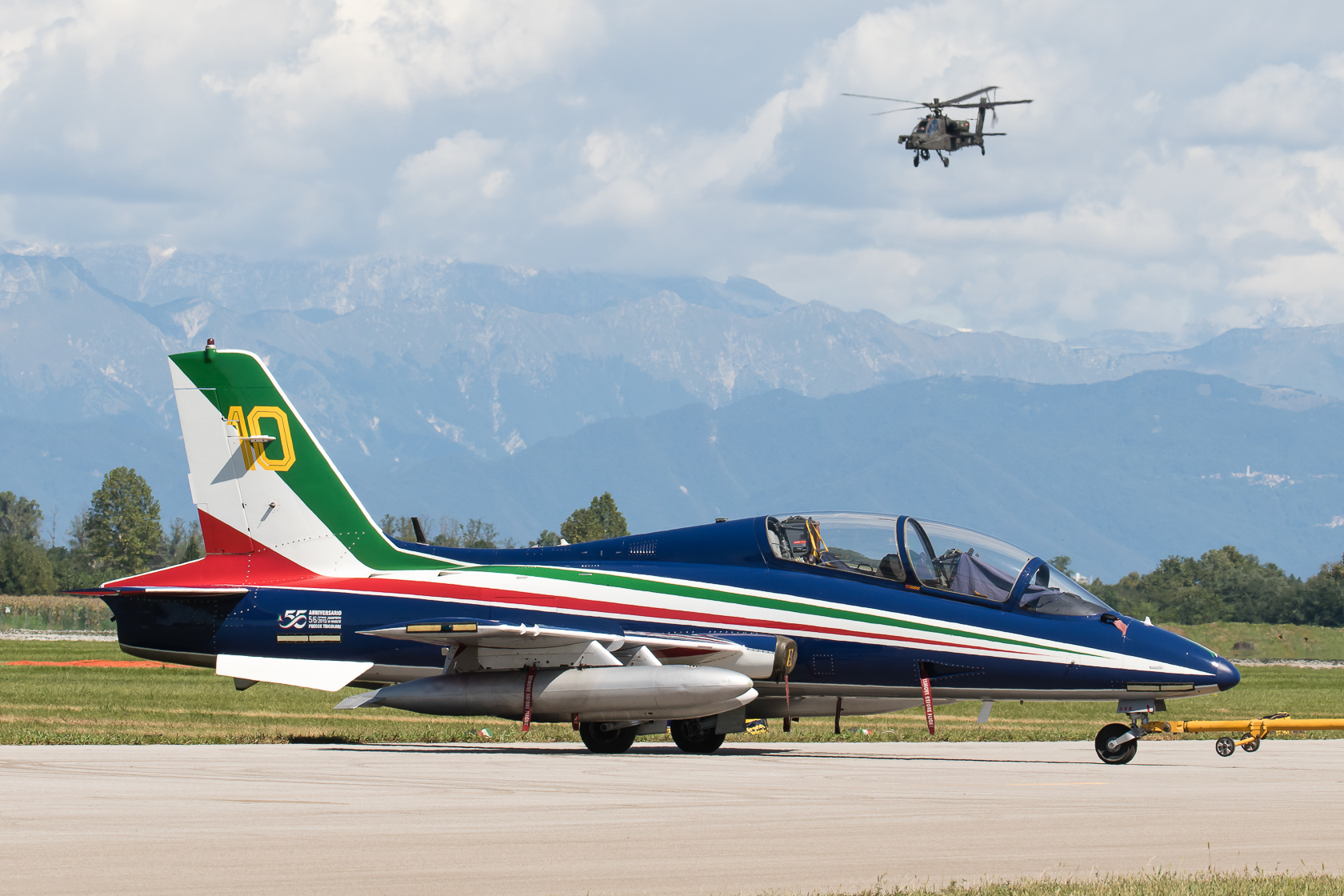
la livrea in uso nella stagione acrobatica 2016

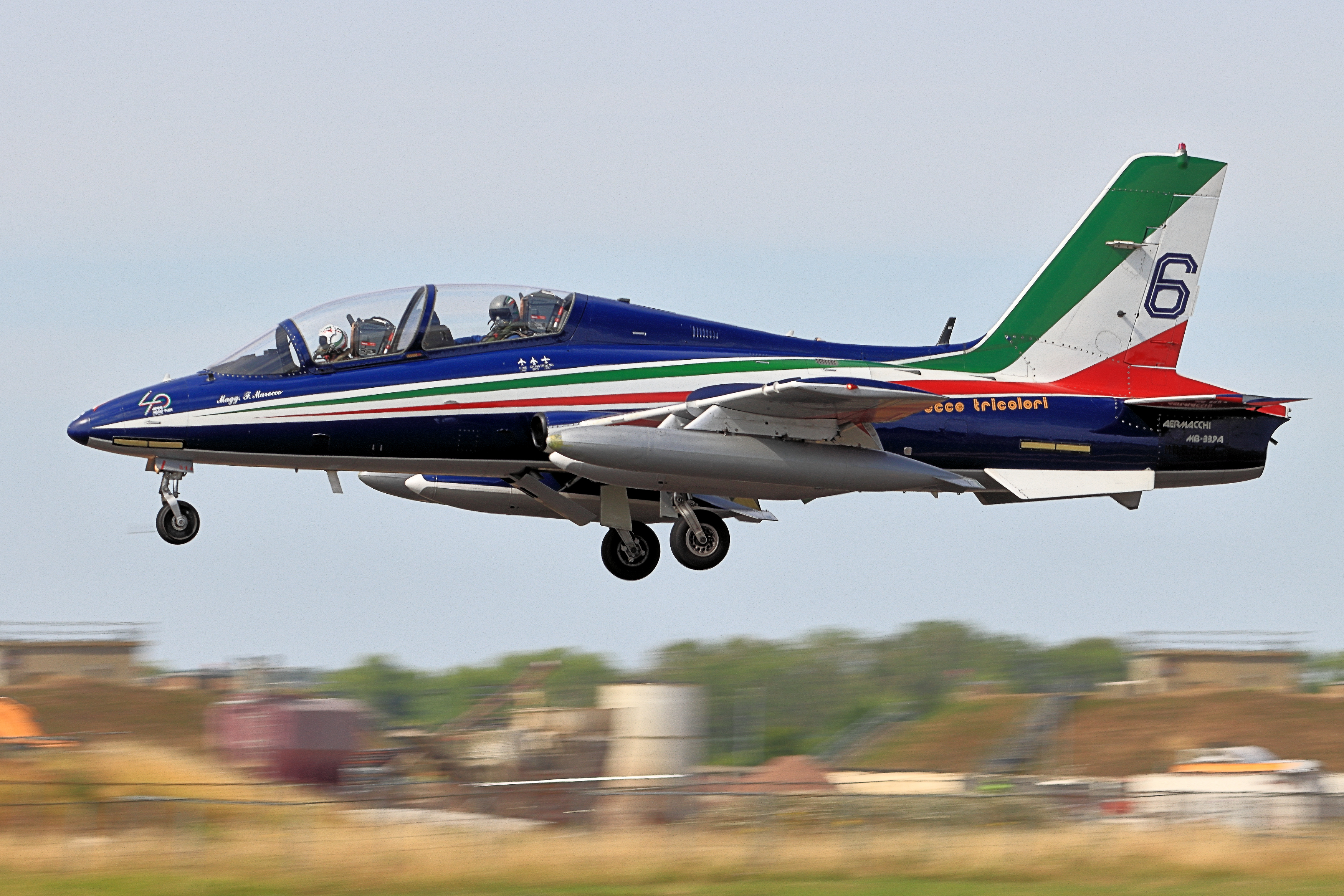
la livrea in uso dalla stagione 2017. Si nota la differente colorazione del numero sulla deriva

Nel 2021, la livrea degli MB-339 delle Frecce Tricolori è stata firmata da Mirco Pecorari, noto designer italiano specializzato in aeronautica, in occasione del 60º anniversario della Pattuglia. L'ispirazione iniziale di Pecorari era quella di verniciare il solista come una delle squadre acrobatiche (Tigri Bianche, Lanceri Neri, Diavoli Rossi, Cavallino Rampante, Getti Tonanti) precedenti la PAN, ma alcuni problemi ne hanno impedito la realizzazione. L'idea è però stata mantenuta, e la PAN ha ricevuto 5 decorazioni diverse per le derive dei 339, ognuna riprendente lo schema usato da una delle pattuglie, oltre ad una sesta livrea con il logo del 60° anniversario.
Per la stagione 2023, anno in cui è stato celebrato il Centenario della nascita dell'Aeronautica Militare, 6 livree celebrative sono state applicate sugli 11 Macchini. Oltre a 2 livree recanti il logo disegnato per l'occasione, sono stati aggiunti gli stemmi della 27ª Squadriglia, della 91ª Squadriglia, della 10ª Squadriglia e dell'87ª Squadriglia, sui restanti 8 PONY, stemmi che sono a loro volta riportati nello stemma ufficiale della Forza Armata.

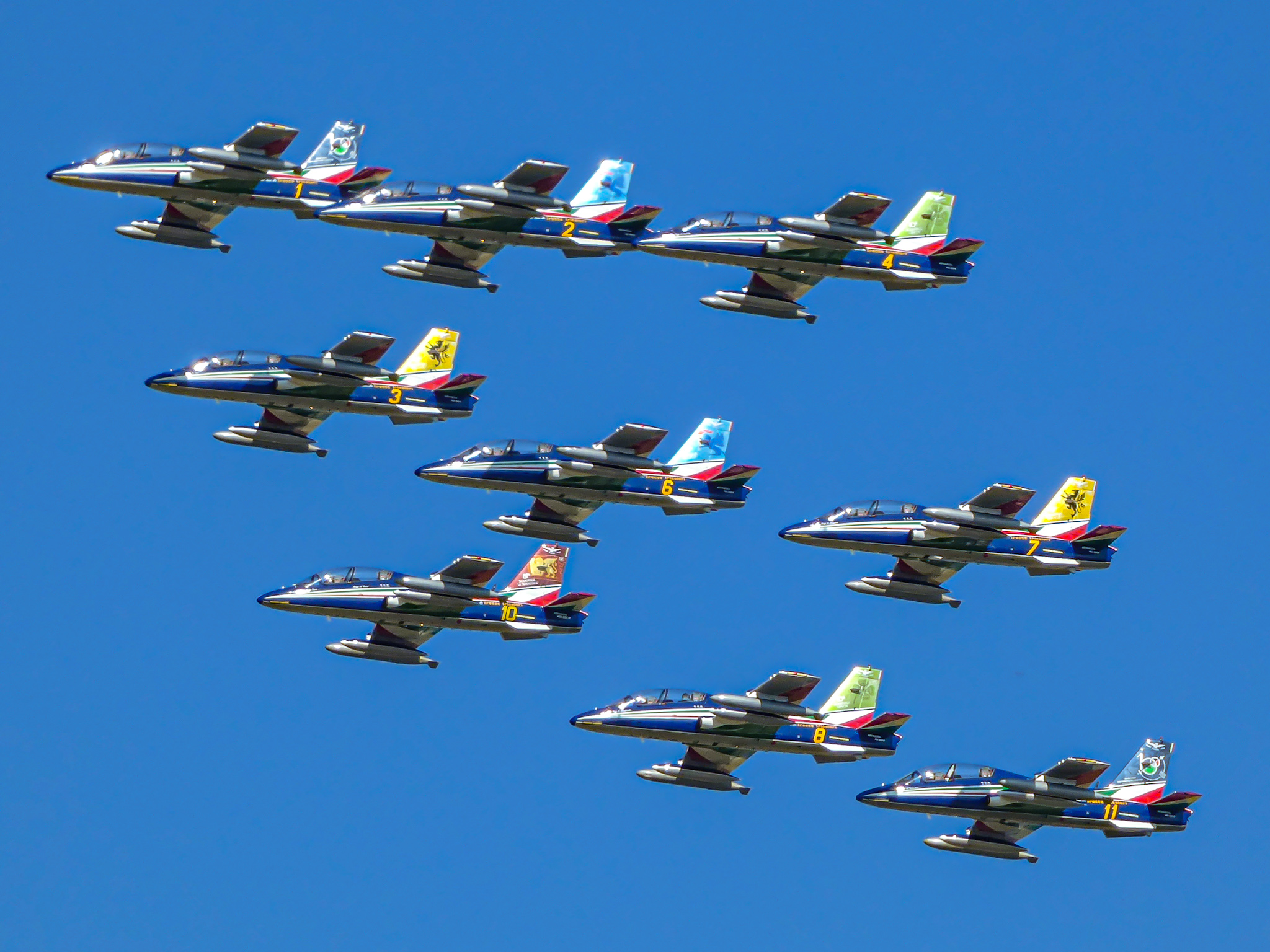
La pattuglia in volo con le livree speciali per il Centenario dell'Aeronautica Militare nel 2023

Nel 2024 viene presentata la livrea che verrà applicata sugli addestratori avanzati M-346 Master che sostituiranno entro il 2028 l'MB-339 nel 313º gruppo. La nuova livrea, progettata in collaborazione con pininfarina, si distacca sostanzialmente da quelle viste in precedenza, riproponendo in chiave moderna scelte già viste sull'MB-339: il blu savoia si ripresenta come principale colore della parte ventrale dell'intero velivolo, in un'inedita colorazione opaca, interrotto da due fasce in verde e rosso che partono dalle prese d'aria laterali e si accentrano sul ventre del velivolo, per mergere con un'ulteriore fascia bianca, che parte dalla parte inferiore del cockpit, dove trova spazio la scritta "frecce tricolori" in bianco, per creare il tricolore. La parte superiore della fusoliera è prevalentemente bianca, con sezioni in blu in corrispondenza delle estremità alari e dei piani orizzontali di coda, e di nuovo il tricolore che corre attorno al cupolino per interrompersi alla base della deriva. Quest'ultima è anch'essa in blu, contornata di bianco. Su di essa, campeggia in bianco il numero relativo alla posizione del velivolo in pattuglia

### Costi
Al 2009 il costo dell'attività delle Frecce era di 8 milioni di euro annui, relativamente solo alle spese vive (carburante e manutenzione), pari all'1,2% del bilancio del settore Esercizio dell'Aeronautica.

## Formazioni
Qui di seguito vengono elencate le varie formazioni che si sono succedute negli anni di storia delle Frecce Tricolori.

### Formazioni su velivolo F-86E Sabre
| Anno    | Pony 0 Comandante | Pony 1 Capo Formazione | Pony 2 1º Gregario Sx | Pony 3 1º Gregario Dx | Pony 4 2º Gregario Sx | Pony 5 2º Gregario Dx | Pony 6 1º Fanalino | Pony 7 3º Gregario Sx | Pony 8 3º Gregario Dx | Pony 9 2º Fanalino | Pony 10 Solista | Pony 11 Resp. Add. Acrobatico |
| ------- | ----------------- | ---------------------- | --------------------- | --------------------- | --------------------- | --------------------- | ------------------ | --------------------- | --------------------- | ------------------ | --------------- | ----------------------------- |
| 1961 1^ | Squarcina         | Scala                  | Sabbatini             | Vianello              | Imparato              | Panario               |                    |                       |                       |                    | Ferri           | Pinato                        |
| 1961 2^ | Squarcina         | Squarcina              | Sabbatini             | Vianello              | Imparato              | Panario               |                    |                       |                       |                    | Ferri           | Venturini                     |
| 1961 3^ | Squarcina         | Pisano                 | Sabbatini             | Vianello              | Imparato              | Panario               |                    |                       |                       |                    | Ferri           |                               |
| 1962 1^ | Squarcina         | Pisano                 | Goldoni               | Anticoli              | Ferrazzutti           | Turra                 | Colucci            |                       |                       |                    |                 |                               |
| 1962 2^ | Squarcina         | Pisano                 | Cumin                 | Turra                 | Ferrazzutti           | Anticoli              | Turra              |                       |                       |                    |                 |                               |
| 1963    | Squarcina         | Cumin                  | Giardini              | Linguini              | Ferrazzutti           | Colucci               | Turra              | Goldoni               | Anticoli              | Liverani           |                 | Barbini                       |
| Anno    | Pony 0 Comandante | Pony 1 Capo Formazione | Pony 2 1º Gregario Sx | Pony 3 1º Gregario Dx | Pony 4 2º Gregario Sx | Pony 5 2º Gregario Dx | Pony 6 1º Fanalino | Pony 7 3º Gregario Sx | Pony 8 3º Gregario Dx | Pony 9 2º Fanalino | Pony 10 Solista | Pony 11 Resp. Add. Acrobatico |

### Formazioni su velivolo Fiat G.91PAN
| Anno | Pony 0 Comandante | Pony 1 Capo Formazione | Pony 2 1º Gregario Sx        | Pony 3 1º Gregario Dx | Pony 4 2º Gregario Sx | Pony 5 2º Gregario Dx | Pony 6 1º Fanalino | Pony 7 3º Gregario Sx | Pony 8 3º Gregario Dx | Pony 9 2º Fanalino     | Pony 10 Solista     | Pony 11 Resp. Add. Acrobatico |
| ---- | ----------------- | ---------------------- | ---------------------------- | --------------------- | --------------------- | --------------------- | ------------------ | --------------------- | --------------------- | ---------------------- | ------------------- | ----------------------------- |
| 1964 | Di Lollo          | Cumin                  | Giardini                     | Linguini              | Ferrazzutti           | Anticoli              | Turra              | Goldoni               | Barbini               | Liverani               |                     | Di Lollo                      |
| 1965 | Di Lollo          | Cumin                  | Giardini                     | Linguini              | Ferrazzutti           | Schievano             | Liverani           | Meacci                | Barbini               | Anticoli               |                     | Di Lollo                      |
| 1966 | Di Lollo          | Cumin Di Lollo         | Giardini Ferrazzutti         | Linguini              | Ferrazzutti Purpura   | Schievano             | Anticoli           | Meacci Ferrazzutti    | Barbini Zanazzo       | Bonollo                | Franzoi             | Di Lollo                      |
| 1967 | Di Lollo          | Cumin                  | Ferrazzutti                  | Linguini              | Purpura               | Schievano             | Anticoli           | Zardo                 | Zanazzo               | Bonollo                | Franzoi             | Di Lollo                      |
| 1968 | Cumin             | Franzoi                | Purpura Barberis Jansa Zardo | Linguini              | Jansa Barberis        | Montanari Schievano   | Anticoli Bonollo   | Zardo                 | Schievano Pettarin    | Bonollo Schievano      | Ferrazzutti Zanazzo | Cumin                         |
| 1969 | Cumin             | Franzoi                | Purpura                      | Linguini Santilli     | Barberis              | Montanari             | Bonollo            | Zardo                 | Pettarin              | Jansa                  | Ferrazzutti         | Cumin                         |
| 1970 | Sburlati          | Franzoi                | Purpura                      | Santilli              | Gallus                | Montanari             | Bonollo            | Zardo Gays            | Pettarin              | Jansa                  | Ferrazzutti         |                               |
| 1971 | Sburlati          | Franzoi Sburlati       | Purpura                      | Santilli              | Gallus                | Montanari             | Bonollo            | Gays                  | Pettarin Caruso       | Jansa                  | Ferrazzutti         | Sburlati                      |
| 1972 | Sburlati          | Franzoi                | Purpura                      | Santilli              | Palanca               | Montanari             | Bonollo            | Gays                  | Caruso                | Gallus                 | Ferrazzutti         | Sburlati                      |
| 1973 | Zardo             | Zardo                  | Gaddoni                      | Montanari             | Palanca               | Boscolo               | Bonollo            | Gays Purpura          | Caruso                | Gallus Santilli        | Ferrazzutti Purpura | Zardo                         |
| 1974 | Zardo             | Gallus Zardo           | Gaddoni                      | Montanari             | Palanca               | Boscolo               | Bonollo            | Poffe Gallus          | Senesi                | Santilli Gallus Senesi | Ferrazzutti Purpura | Zardo                         |
| 1975 | Franzoi           | Gallus                 | Gaddoni                      | Boscolo               | Carrer                | Ruggiero              | Montanari          | Palanca Petri         | Valori                | Palanca                | Purpura             | Franzoi                       |
| 1976 | Franzoi           | Gallus                 | Soddu                        | Montanari Liva        | Carrer Liva           | Ruggiero Carrer       | Montanari Ruggiero | Petri                 | Valori                | Gaddoni                | Purpura Boscolo     | Franzoi                       |
| 1977 | Barberis          | Gallus                 | Soddu                        | Liva                  | Carrer Purpura        | Ruggiero              | Gaddoni            | Petri                 | Valori                | Bernardis Montanari    | Boscolo             | Barberis                      |
| 1978 | Barberis          | Gallus                 | Gaddoni Carrer               | Liva                  | Di Pauli Purpura      | Ruggiero              | Montanari          | Petri                 | Valori                | Bernardis              | Boscolo             | Barberis                      |
| 1979 | Barberis          | Gallus                 | Petri Brovedani              | Liva Raineri          | Purpura               | Ruggiero Raineri      | Montanari          | Posca                 | Valori                | Bernardis              | Boscolo Purpura     | Barberis                      |
| 1980 | Salvi             | Gallus                 | Brovedani                    | Liva                  | Posca                 | Raineri               | Montanari          | Molinaro              | De Podestà            | Valori                 | Purpura             | Salvi                         |
| 1981 | Salvi             | Gallus Salvi Montanari | Brovedani                    | Raineri               | Posca                 | Accorsi De Podestà    | Montanari          | Molinaro              | De Podestà            | De Podestà Gorga       | Purpura Molinaro    | Salvi Purpura                 |
| Anno | Pony 0 Comandante | Pony 1 Capo Formazione | Pony 2 1º Gregario Sx        | Pony 3 1º Gregario Dx | Pony 4 2º Gregario Sx | Pony 5 2º Gregario Dx | Pony 6 1º Fanalino | Pony 7 3º Gregario Sx | Pony 8 3º Gregario Dx | Pony 9 2º Fanalino     | Pony 10 Solista     | Pony 11 Resp. Add. Acrobatico |

### Formazioni su velivolo MB-339PAN
| Anno | Pony 0 Comandante | Pony 1 Capo Formazione | Pony 2 1º Gregario Sx | Pony 3 1º Gregario Dx | Pony 4 2º Gregario Sx | Pony 5 2º Gregario Dx   | Pony 6 1º Fanalino  | Pony 7 3º Gregario Sx | Pony 8 3º Gregario Dx | Pony 9 2º Fanalino | Pony 10 Solista    | Pony 11 Resp. Add. Acrobatico |
| ---- | ----------------- | ---------------------- | --------------------- | --------------------- | --------------------- | ----------------------- | ------------------- | --------------------- | --------------------- | ------------------ | ------------------ | ----------------------------- |
| 1982 | Salvi             | Montanari Posca        | Naldini               | Accorsi               | Gorga                 | Gropplero De Podestà    | Brovedani           | Nutarelli             | Moretti               | Gropplero          | Molinaro           | Salvi Montanari               |
| 1983 | Bernardis         | Posca                  | Naldini               | Accorsi               | Nutarelli             | De Podestà              | Brovedani           | Gorga Molinaro        | Moretti Gropplero     | Gropplero          | Molinaro           | Bernardis                     |
| 1984 | Bernardis         | Posca                  | Naldini               | Accorsi               | Zanovello Gorga       | Moretti Gropplero       | Brovedani Nutarelli | Zanovello Nutarelli   | Moretti Petrini       | Nutarelli          | Molinaro           | Bernardis                     |
| 1985 | Bernardis         | Naldini                | Nutarelli             | Accorsi               | Zanovello Alessio     | Moretti Petrini         | Brovedani           | Alessio               | Petrini               | Gropplero          | Molinaro           |                               |
| 1986 | Bernardis         | Naldini                | Nutarelli             | Moretti Accorsi       | Zanovello Alessio     | Accorsi Petrini Moretti | Brovedani           | Alessio               | Petrini               | Gropplero          | Molinaro           |                               |
| 1987 | Raineri           | Naldini                | Zanovello             | Accorsi               | Alessio               | Vivona                  | Brovedani           | Guzzetti              | Petrini               | Gropplero          | Nutarelli          |                               |
| 1988 | Raineri           | Naldini                | Alessio               | Accorsi               | Guzzetti              | Vivona                  | Brovedani Gropplero | Rosa                  | Miniscalco            | Gropplero Tricomi  | Nutarelli          |                               |
| 1989 | Lorenzetti        | Moretti                | Guzzetti              | Accorsi               | Rosa                  | Vivona                  | Gropplero           | Coggiola              | Miniscalco            | Tricomi            | -                  | Montanari                     |
| 1990 | Lorenzetti        | Moretti                | Coggiola              | Vivona                | Rosa                  | Miniscalco              | Gropplero           | Boiardi               | Walzl                 | Tricomi            | Guzzetti           | Montanari                     |
| 1991 | Moretti           | Zanovello              | Coggiola              | Tricomi               | Rosa                  | Miniscalco              | Vivona              | Boiardi               | Walzl                 | Fiore              | Guzzetti           |                               |
| 1992 | Moretti           | Zanovello              | Boiardi               | Tricomi               | Coggiola              | Walzl                   | Vivona              | Rossi U.              | Danielis              | Fiore              | Rosa               |                               |
| 1993 | Zanovello         | Miniscalco             | Boiardi               | Fiore                 | Rossi U.              | Walzl                   | Vivona              | Papa                  | Danielis              | Valoti             | Rosa               |                               |
| 1994 | Zanovello         | Miniscalco             | Papa                  | Fiore                 | Rossi U.              | Danielis                | Walzl               | Giovannelli           | De Rinaldis           | Valoti             | Rosa               | Vivona                        |
| 1995 | Miniscalco        | Fiore                  | Papa                  | De Rinaldis           | Valoti                | Danielis                | Walzl               | Fiaschi               | Marzaroli             | Rossi U.           | Giovannelli        | Vivona                        |
| 1996 | Miniscalco        | Fiore                  | Papa                  | De Rinaldis           | Valoti                | Danielis                | Walzl               | Fiaschi               | Marzaroli             | Miotto             | Giovannelli        |                               |
| 1997 | Fiore             | Rossi U.               | Papa                  | De Rinaldis           | Fiaschi               | Marzaroli               | Walzl               | Tarantino             | Miotto                | Zanotelli          | Giovannelli        |                               |
| 1998 | Fiore             | Rossi U.               | Zanotelli             | Miotto                | Fiaschi               | Marzaroli               | Papa                | Tarantino             | Barassi               | Adamini            | Giovannelli        |                               |
| 1999 | Rossi U.          | De Rinaldis            | Tarantino             | Miotto                | Fiaschi               | Adamini                 | Papa                | Ferrante              | Barassi               | Zanotelli Tammaro  | Marzaroli          |                               |
| 2000 | Rossi U.          | De Rinaldis            | Tarantino             | Barassi               | Ferrante              | Adamini                 | Fiaschi             | Tammaro               | Miotto                | Rossi A.           | Marzaroli          |                               |
| 2001 | De Rinaldis       | Tarantino              | Tammaro               | Barassi               | Ferrante              | Adamini                 | Fiaschi             | Rossi A.              | Floreani              | Lant               | Marzaroli          |                               |
| 2002 | De Rinaldis       | Tarantino              | Tammaro               | Floreani              | Rossi A.              | Barassi                 | Fiaschi             | Lant                  | Capponi               | Braga              | Ferrante           |                               |
| 2003 | De Rinaldis       | Tarantino              | Lant                  | Floreani              | Rossi A.              | Capponi                 | Barassi             | Tammaro               | Pagliani              | Braga              | Ferrante           |                               |
| 2004 | Tarantino         | Tammaro                | Lant                  | Floreani              | Rossi A.              | Braga                   | Barassi             | Cavelli               | Pagliani              | Capponi            | Ferrante           |                               |
| 2005 | Tarantino         | Tammaro                | Lant                  | Pagliani              | Cavelli               | Braga                   | Barassi             | Slangen               | Floreani              | Paoli              | Rossi A.           |                               |
| 2006 | Tarantino         | Tammaro                | Slangen               | Paoli                 | Cavelli               | Braga                   | Pagliani            | Lant                  | Ciacchi               | Zoppitelli         | Rossi A.           |                               |
| 2007 | Tammaro           | Lant                   | Slangen               | Paoli                 | Cavelli               | Zoppitelli              | Pagliani            | Capodanno             | Ciacchi               | Martin             | Rossi A.           | Braga                         |
| 2008 | Tammaro           | Lant                   | Slangen               | Ciacchi               | Capodanno             | Zoppitelli              | Pagliani            | Caffelli              | Martin                | Paoli              | Cavelli            |                               |
| 2009 | Tammaro           | Lant                   | Caffelli              | Paoli                 | Capodanno             | Ciacchi                 | Zoppitelli          | Slangen               | Martin                | Centioni           | Cavelli            |                               |
| 2010 | Lant              | Slangen                | Caffelli              | Martin                | Capodanno             | Ciacchi                 | Zoppitelli          | Farina                | Centioni              | Barbero            | Cavelli            | Paoli                         |
| 2011 | Lant              | Slangen                | Caffelli              | Martin                | Farina                | Centioni                | Zoppitelli          | Bortoluzzi            | Barbero               | Ciacchi            | Capodanno          | Cavelli                       |
| 2012 | Lant              | Slangen                | Caffelli              | Martin                | Farina                | Centioni                | Zoppitelli          | Bortoluzzi            | Barbero               | Gheser             | Capodanno          | Ciacchi                       |
| 2013 | Slangen           | Caffelli               | Farina                | Barbero               | Bortoluzzi            | Gheser                  | Zoppitelli          | Semproniel            | Centioni              | Vit                | Capodanno          | Martin                        |
| 2014 | Slangen           | Caffelli               | Semproniel            | Vit                   | Farina                | Gheser                  | Bortoluzzi          | Salvatore             | Zanlungo              | Barbero            | Capodanno          | Centioni Zoppitelli           |
| 2015 | Slangen           | Caffelli               | Semproniel            | Vit                   | Salvatore             | Gheser                  | Bortoluzzi          | Farina                | Zanlungo              | Galli              | Barbero            | Capodanno                     |
| 2016 | Slangen           | Caffelli               | Farina                | Zanlungo              | Salvatore             | Vit                     | Bortoluzzi          | Galli                 | Savani                | Semprionel         | Barbero            | Gheser                        |
| 2017 | Caffelli          | Farina                 | Galli                 | Savani                | Salvatore             | Vit                     | Bortoluzzi          | Semproniel            | Zanlungo              | Marocco            | Barbero            |                               |
| 2018 | Caffelli          | Farina                 | Marocco               | Savani                | Salvatore             | Zanlungo                | Bortoluzzi          | Raspa                 | Vit                   | Mazzoccoli         | Barbero            | Semproniel Galli              |
| 2019 | Farina            | Vit                    | Mazzoccoli            | Savani                | Marocco               | Zanlungo                | Bortoluzzi          | Raspa                 | Ghersi                | De Cecco           | Salvatore          | Barbero                       |
| 2020 | Farina            | Vit                    | Mazzoccoli            | De Cecco              | Raspa                 | Savani                  | Marocco             | Del Dò                | Ghersi                | Fanfarillo         | Salvatore          | Bortoluzzi Zanlungo           |
| 2021 | Farina            | Vit                    | Mazzoccoli            | De Cecco              | Raspa                 | Ghersi                  | Marocco             | Del Dò                | Fanfarillo            | Sommariva          | Salvatore          | Savani                        |
| 2022 | Vit               | Raspa                  | Sommariva             | Fanfarillo            | Del Dò                | Ghersi                  | Marocco             | Mazzoccoli            | De Cecco              | Leo                | Salvatore          |                               |
| 2023 | Vit               | Raspa                  | Sommariva             | Leo                   | Del Dò                | Ghersi De Cecco         | Marocco             | Pozzani               | Fanfarillo            | Morello            | De Cecco Salvatore | Mazzoccoli Salvatore          |
| 2024 | Salvatore         | Raspa                  | Pozzani               | Leo                   | Sommariva             | Fanfarillo              | Marocco             | Bernuzzi              | Morello               | Del Dò             | De Cecco           |                               |
| 2025 | Marocco           | Raspa                  | Bernuzzi              | Morello               | Del Dò                | Leo                     | Fanfarillo          | Pozzani               | Battistoni            | Sommariva          | De Cecco           |                               |
| Anno | Pony 0 Comandante | Pony 1 Capo Formazione | Pony 2 1º Gregario Sx | Pony 3 1º Gregario Dx | Pony 4 2º Gregario Sx | Pony 5 2º Gregario Dx   | Pony 6 1º Fanalino  | Pony 7 3º Gregario Sx | Pony 8 3º Gregario Dx | Pony 9 2º Fanalino | Pony 10 Solista    | Pony 11 Resp. Add. Acrobatico |

## Programmi di volo e selezione dei piloti

Una formazione con i Fiat G.91PAN nel 1968.

Le Frecce Tricolori hanno tre programmi di esecuzione delle acrobazie: alto, basso, e piatto, a seconda delle condizioni meteorologiche e alle caratteristiche dell'area dell'esibizione. Il programma alto viene scelto quando la base delle nuvole si trova sopra i 1 000 m ed è caratterizzato dall'esecuzione delle figure acrobatiche interamente sul piano verticale; il programma basso viene preferito invece quando le nubi non superano i 500 – 600 m e non si compiono manovre verticali (come looping o la bomba); infine, la variante piatto prevede passaggi della formazione a bassa quota.
Caratteristica delle esibizioni della PAN è la separazione della formazione in 3 sezioni, la "linea davanti", composta da 5 velivoli e comandata direttamente da PONY 1, il capoformazione; il "rombetto", composto da 4 velivoli, comandato da PONY 6, 1° fanalino; e il solista, PONY 10, che vola tendenzialmente da solo, nei momenti di transizione tra una manovra e l'altra, ed è quello con il programma acrobatico più estremo, che porta al limite il suo MB-339
Da alcuni anni, quando possibile, le esibizioni della PAN si chiudono con la formazione al completo che disegna nel cielo un tricolore lungo 5 km mentre dagli altoparlanti a terra la voce di Luciano Pavarotti intona il finale di Nessun dorma per l'intera durata del passaggio. La prima realizzazione di questa manovra avvenne a Pratica di Mare durante la cerimonia di addio all'F-104 Starfighter e questo valse alle Frecce Tricolori il record mondiale per la bandiera nazionale più lunga mai realizzata. Anche per questo motivo, l'8 settembre 2007, sfrecciando nel cielo di Modena, le Frecce Tricolori resero omaggio a Pavarotti del quale si era appena svolto il funerale.
Solo i migliori piloti accedono alle Frecce Tricolori: ogni anno se ne selezionano uno o due scelti tassativamente tra chi ha più di 1.000 ore di volo, e una volta entrati devono seguire un programma addestrativo d'inserimento graduale.

### Programma alto

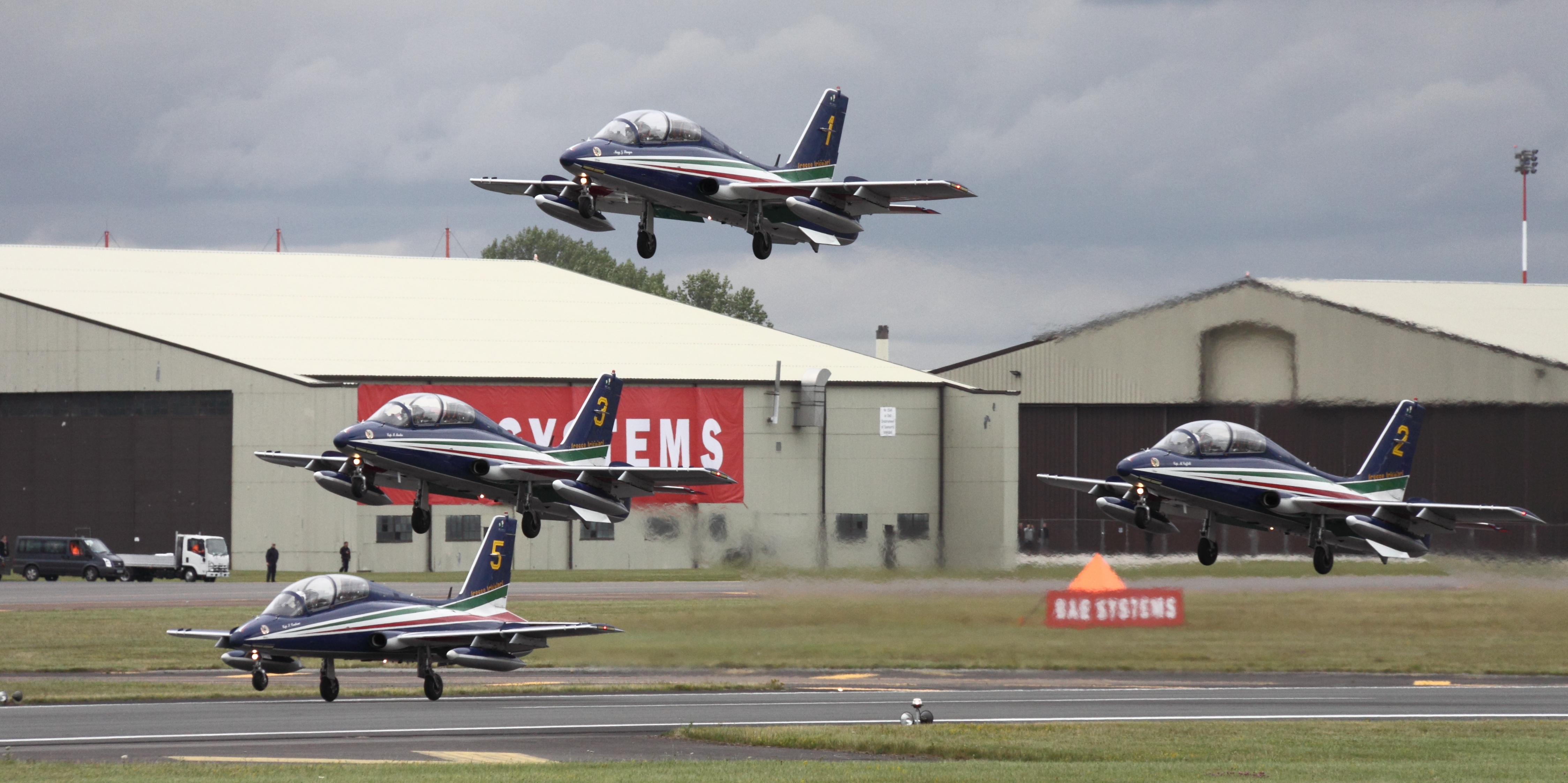
il peculiare decollo in formazione della pattuglia

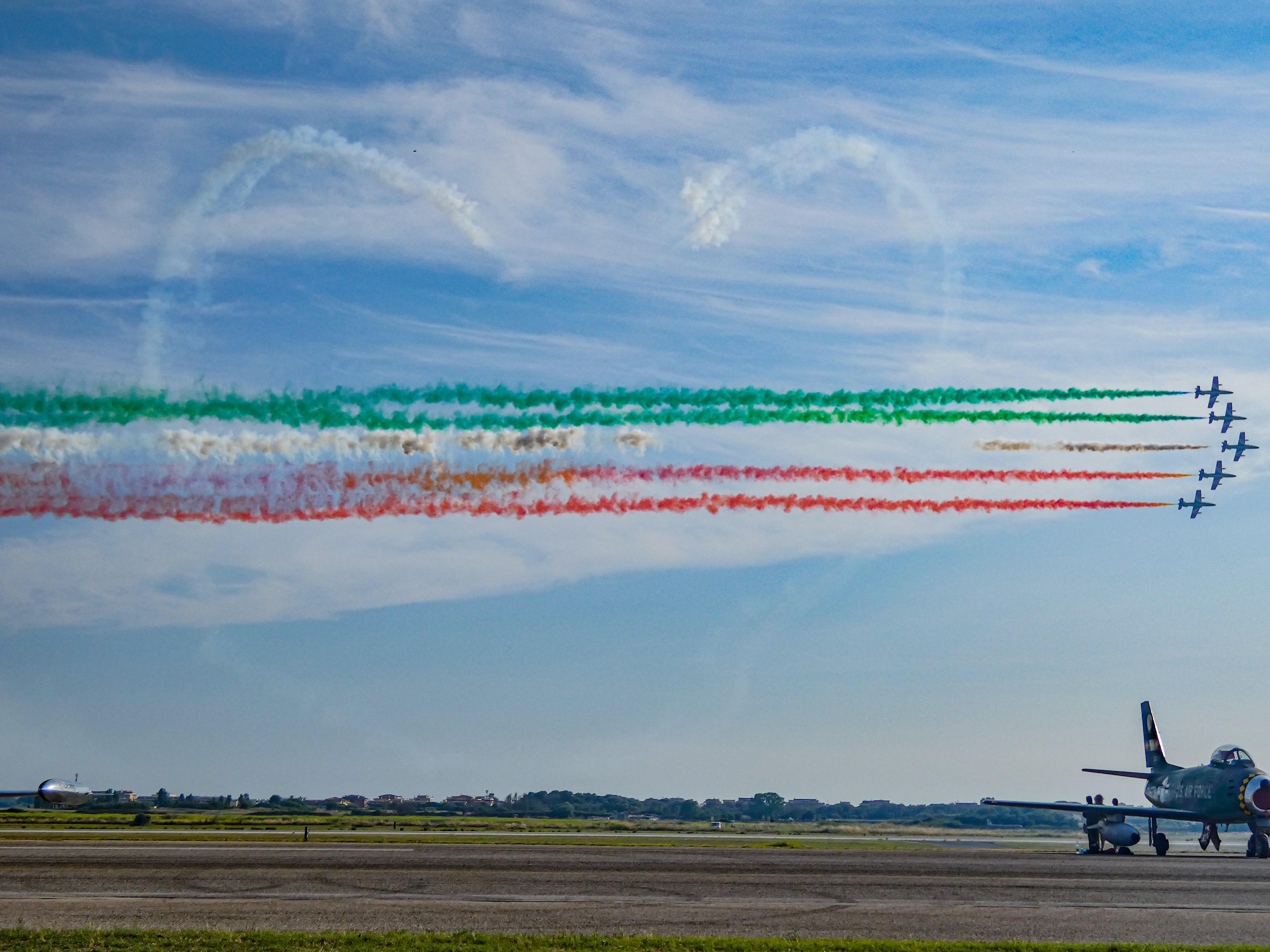
il passaggio della linea davanti nellincrocio del cuore. Sullo sfondo si intravede il cuore bianco disegnato in precedenza

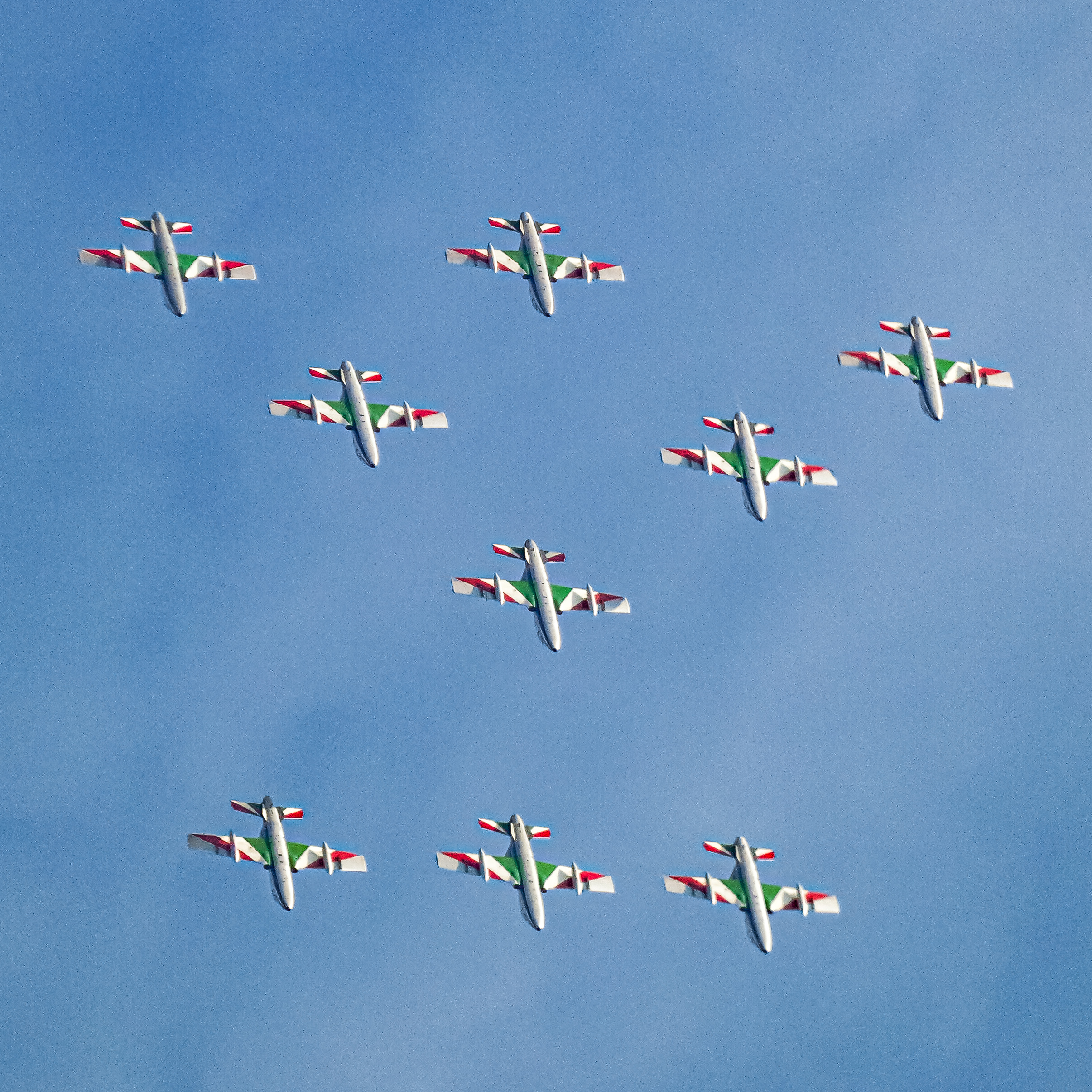
Il "calice" della Pattuglia Acrobatica Nazionale

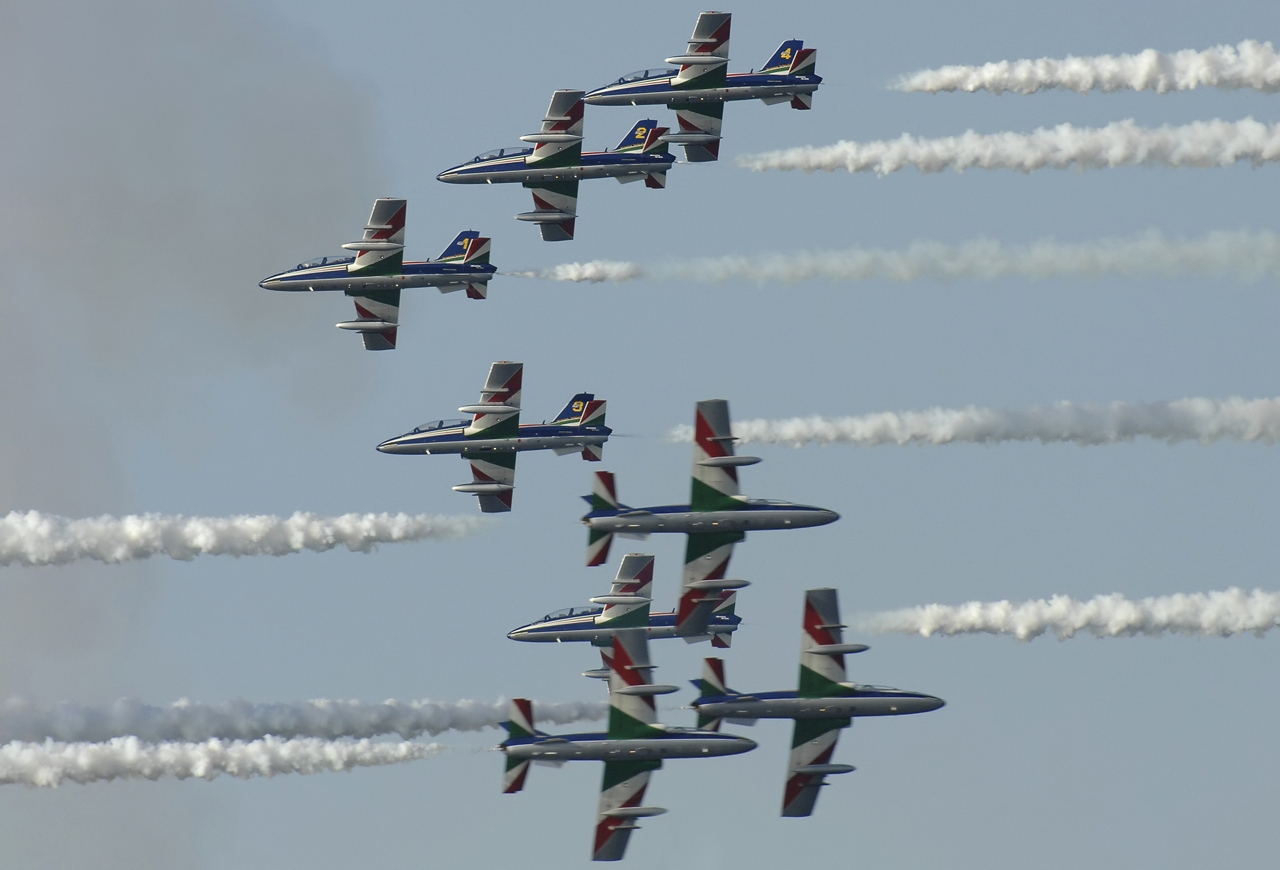
l'incrocio dellArizona

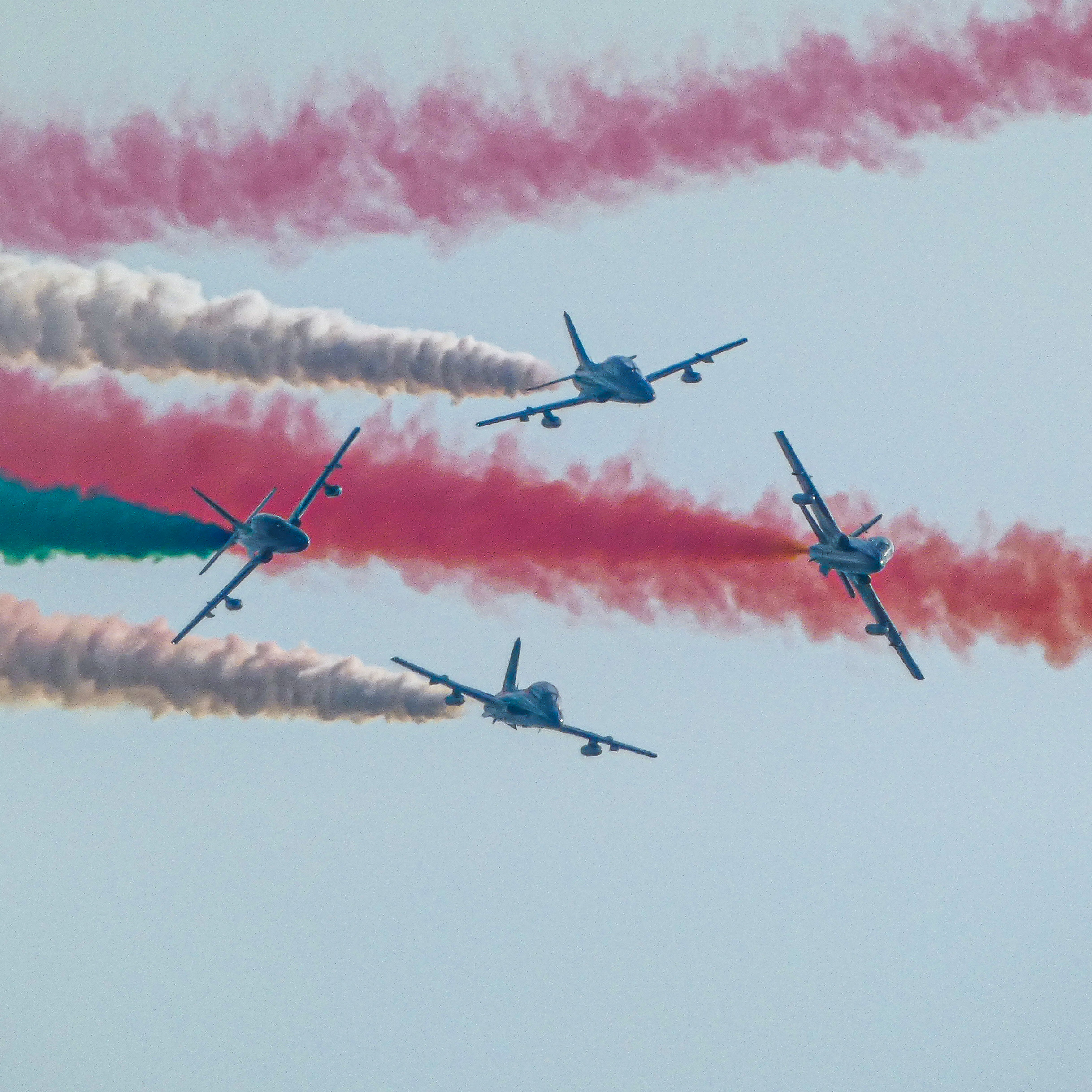
La separazione del rombetto nella scintilla tricolore

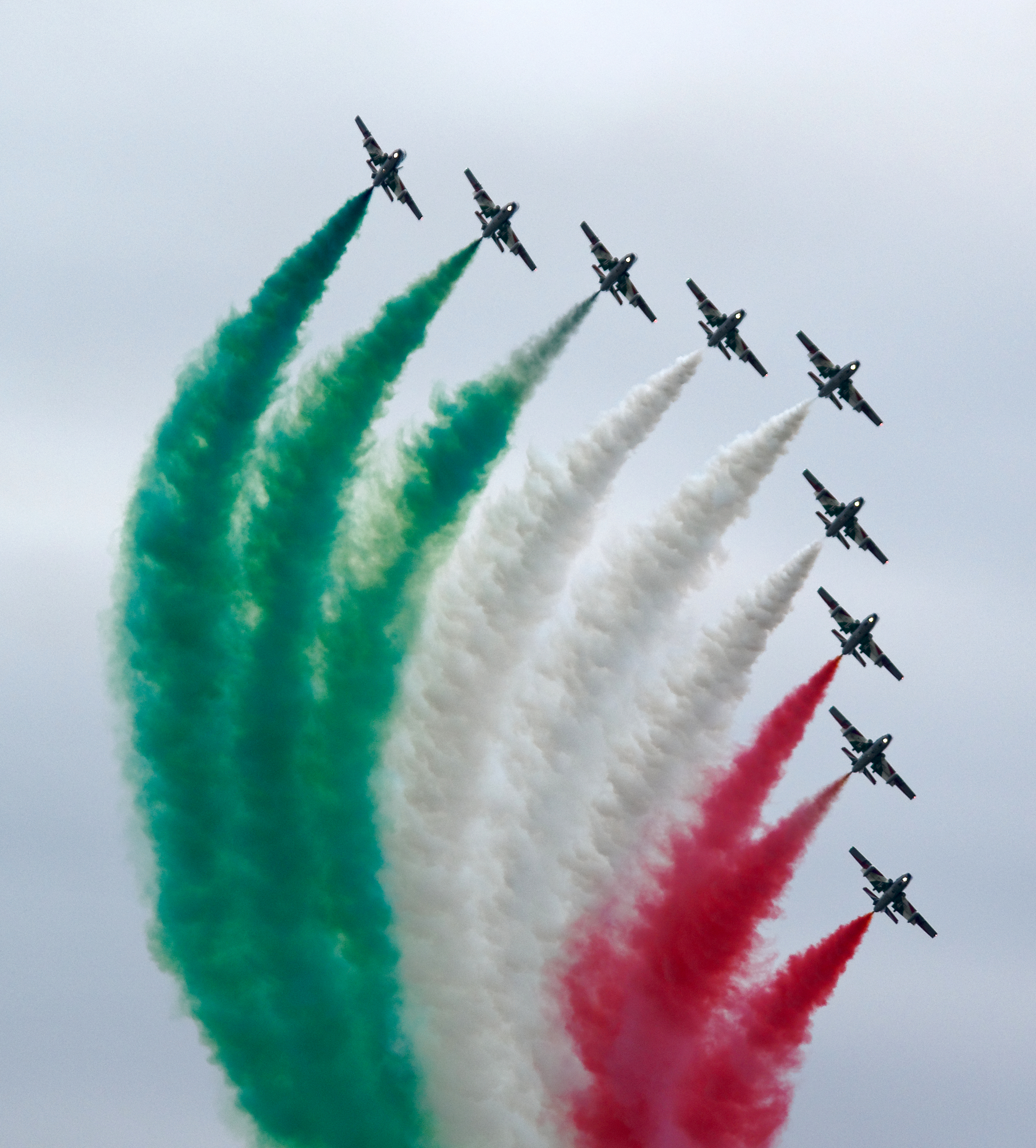
una fase dellAlona

Di seguito le figure della formazione e del solista per il programma alto, il più ricco tra i 3
Decollo:
Decollo, ricongiungimento e Schneider:
La formazione decolla in due tronconi da 5 velivoli (qualora le dimensioni dell'aeroporto non lo permettano, decollano in singolare). Per evitare la turbolenza di scia, è la formazione posteriore, quella comandata dal 1° fanalino, pony 6, a staccare da terra per prima.
Le due formazioni eseguono poi un ricongiungimento, seguito da un passaggio in schneider sopra la pista, prima di allontanarsi dalla display line.

Figura 1:
Looping d'ingresso:
La formazione si ripresenta sulla display line da dietro la folla, in configurazione a triangolo, con i fumi bianchi.
Su comando del comandante, la formazione esegue un looping con i fumi colorati, per poi allontanarsi dalla display line
La manovra è eseguita sulle note dell'Inno nazionale italiano, con il passaggio della formazione proprio nel momento finale (Il "sì" che conclude il ritornello) dell'inno. Il looping d'ingresso è l'unica figura del programma eseguita interamente da tutti e 10 i velivoli in un'unica formazione.
Figura 2:
Cardioide:
la formazione, in configurazione a diamante + 1, imposta una salita verticale con fumi bianchi di fronte alla folla, per poi separarsi in 3 sezioni.

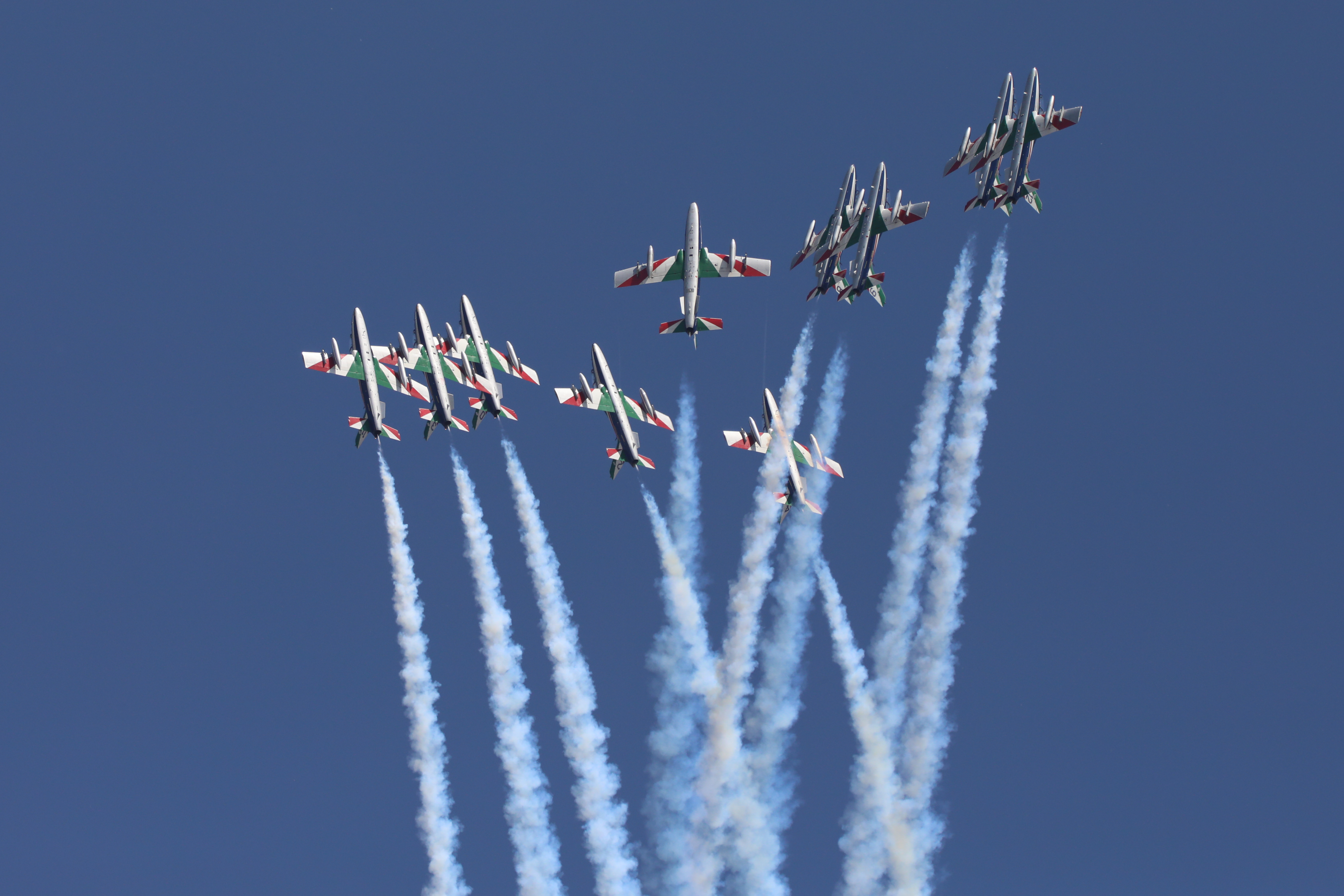
la separazione del cardioide

la linea davanti ed il rombetto si separano e continuano il looping in direzioni opposte, parallele alla display line, prima di incrociarsi a bassa quota di fronte al pubblico, chiudendo così una figura a cardioide. Il solista, raggiunto l'apice del suo looping, si allontana

Figura 3:
Bastoni:
Nel momento dell'incrocio, le due formazioni effettuano un cambio di configurazione, passando ai "bastoni": i velivoli volano l'uno dietro l'altro in una linea retta, a distanza estremamente ravvicinata. La linea davanti effettua quindi un looping, mentre il rombetto effettua un mezzo otto cubano, per poi ricongiungere.

Tonneau in quattro tempi:
Il solista si presenta dal lato opposto rispetto a quello di allontanamento della formazione, in volo orizzontale. Esegue poi un tratto rettilineo "a coltello", ovvero con le ali perpendicolari alla pista, seguito da un tratto eseguito a volo rovescio, seguito a sua volta da un altro tratto a coltello, per poi stabilizzare e allontanarsi con una schneider a G positivi. In questo modo, compie un'intera rotazione sull'asse longitudinale, "congelando" i 4 momenti chiave del tonneau.

Figura 4:
Tonneau sinistro a diamante:
La formazione, in arrivo da destra in configurazione a diamante, esegue un tonneau "a botte", che oltre alla rotazione longitudinale della formazione (e quindi dei velivoli stessi) disegna una traiettoria a spirale, parallela alla linea del pubblico.

Rovescio-diritto-rovescio:
Il solista arriva da destra ad alta velocità in volo rovescio, esegue un tonneau, e riprende il volo rovescio.

Figura 5:
Ventaglio ed Apollo 313:
La formazione arriva da sinistra in configurazione 5 + 1 + 3, con i fumi colorati. A comando, i quattro gregari della linea davanti eseguono un tonneau, per poi riaffiancarsi al capoformazione.
La formazione poi si separa nelle 2 sezioni, che eseguono ciascuna un looping, per poi allontanarsi. La manovra ricorda il distacco del LEM dal service module delle missioni del programma Apollo, da cui prende il nome.

5 Tonneaux:
Il solista si presenta da sinistra ad alta velocità, per poi effettuare 5 rotazioni sull'asse in rapida successione.

Figura 6:
Cuore:
Le due sezioni si incrociano ortogonalmente per poi impostare una salita con accostata laterale, che termina con un secondo incrocio a quota più elevata. La manovra è eseguita con i fumi bianchi, che lasciano nel cielo una forma che ricorda un cuore stilizzato.
La PAN è una delle poche pattuglie acrobatiche a disegnare un cuore a partire dal basso, in quella che è una manovra relativamente giovane: è stata infatti eseguita per la prima volta in onore della Nazionale italiana di calcio in ritorno dai Mondiali del 2006, ed è presentata sulle note del Con te partirò del cantautore Andrea Bocelli.

Tonneaux - Rovescio - Tonneaux:
Il solista arriva da destra, effettua una rotazione sull'asse per passare al volo rovescio, per poi tornare con un'altra rotazione al volo orizzontale.

Figura 7:
Incrocio del cuore:
Le due sezioni arrivano in virata dai lati opposti della display line, attivando i fumi colorati, per incrociare di fronte alla folla.

Tonneau - Schneider - Uscita negativa:
Il solista arriva da sinistra ad alta velocità, esegue un tonneau ed imposta una schneider sinistra con raggio di virata strettissimo, che porta le forze in atto sul velivolo a più di 7 G positivi. Concluso quello che dall'alto appare come un cerchio perfetto, il solista inverte ed effettua una salita in volo rovescio, che causa accelerazioni negative superiori ai 2 G.

Figura 8:
4 e 5 a posto e looping a calice:
La formazione, in configurazione a diamante, arriva da destra, con i due gregari esterni (PONY 4 e PONY 5) in volo con i fumi bianchi.
Proprio il 4 e il 5 eseguono in simultanea un tonneau verso l'esterno, che li porta a riallinearsi con la formazione ai lati dei fanalini.
La formazione esegue quindi un looping in questa nuova configurazione, che nella fase di discesa porta i 9 velivoli ad assumere una forma che ricorda quella di un calice.

Tonneau lento:
Il solista compie una rotazione completa sull'asse longitudinale con una velocità angolare estremamente ridotta. Si tratta di una manovra all'apparenza semplice, ma che nasconde insidie molto complicate, come quella di mantenere il volo livellato anche ad angoli di rollio critici.

Figura 9:
Tonneau destro a cigno:
La formazione assume la configurazione a cigno (in configurazione 1 + 3 + 5) ed esegue un tonneau a botte con rotazione a destra

Schneider rovescia:
Il solista esegue una virata schneider con la parte superiore del velivolo verso l'esterno. questa manovra porta il pilota a subire accelerazioni intorno ai 3 G negativi.

Figura 10:
Arizona:
La formazione, in configurazione a triangolo rovescio, effettua una salita verticale con fumi colorati, che sfumano sul bianco nel punto superiore della manovra. Qui il triangolo si trasforma in diamante, e le due sezioni si separano in due direzioni opposte, per poi incrociare di fronte al pubblico.
Il solista "cavalca" la scia tricolore, incrociando in fase di salita le due sezioni che si separano, per eseguire un ampio looping che lo prepara alla scampanata.

Scampanata:
Il solista imposta una salita verticale, togliendo lentamente potenza al motore, fino a che la spinta fornita non sia più in grado di superare la forza di gravità. A questo punto, l'aereo scende verticalmente con il muso alto nei suoi stessi fumi, prima di invertire rapidamente la direzione di volo.

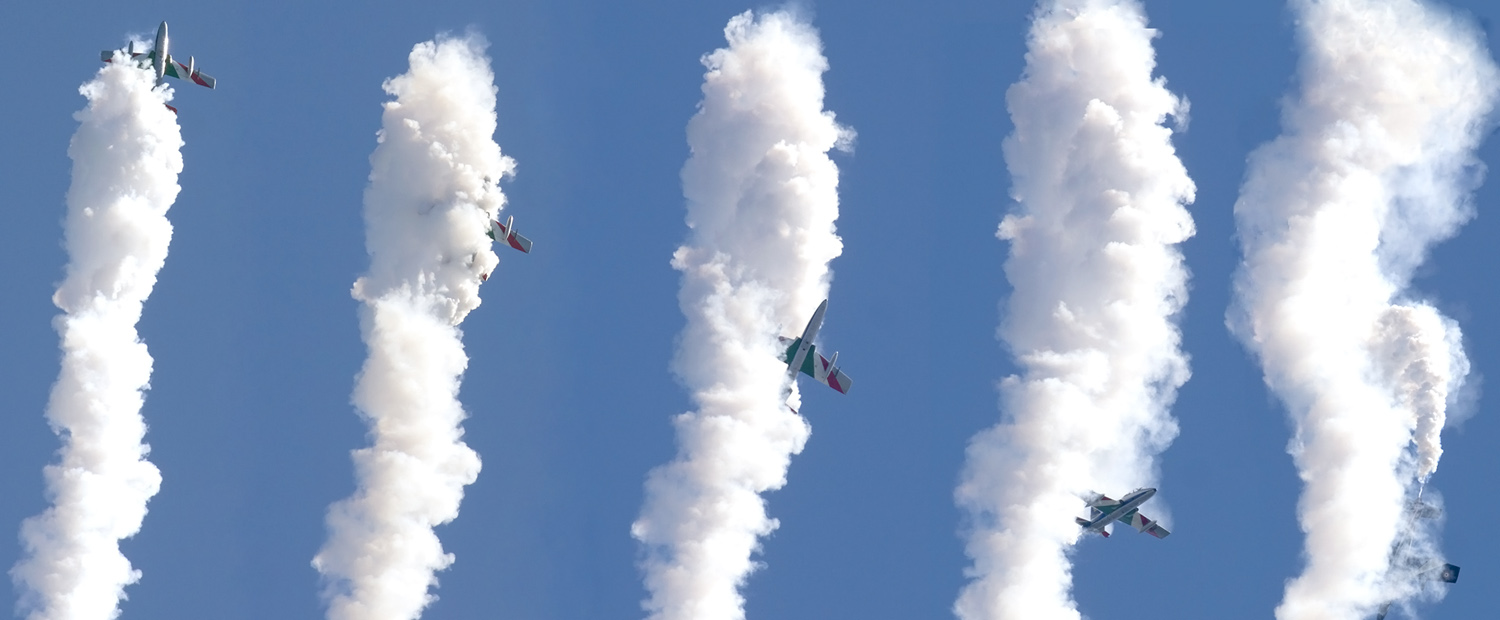
sequenza della scampanata di PONY 10

Figura 11:
Scintilla tricolore:
La formazione arriva di fronte al pubblico in configurazione a diamante e con i fumi colorati. La linea davanti rompe quindi la formazione, separandosi in 5 direzioni diverse, seguita dal rombetto, che rompe la formazione in 4 direzioni divere. Il risultato è quella che sembra essere una scintilla colorata dal tricolore italiano nel cielo

Lomçovak:
il solista arriva in accostata destra per poi salire verticalmente. Imposta quindi un moto di rotazione longitudinale sul velivolo, per poi portarlo ad avvitarsi apparentemente senza controllo, in una delle manovre più spettacolari del suo repertorio

Figura 12:
Doppio tonneau:
La formazione arriva da destra in configurazione 5 + 1 + 3, con gli elementi della linea davanti affiancati sullo stesso piano, ed i fumi colorati.
Su comando, i gregari più interni eseguono un tonneau a "scavalcare" i gregari esterni, che invece si affiancano al capoformazione.
A questo punto, i gregari esterni effettuano a loro volta un tonneau a scavalcare i gregari interni, che si riaffiancano al capoformazione per ripristinare la configurazione precedente.
I fanalini si livellano quindi ai fianchi di PONY 6, per eseguire una salita in configurazione a piramidone

Figura 13:
Apertura a Bomba:

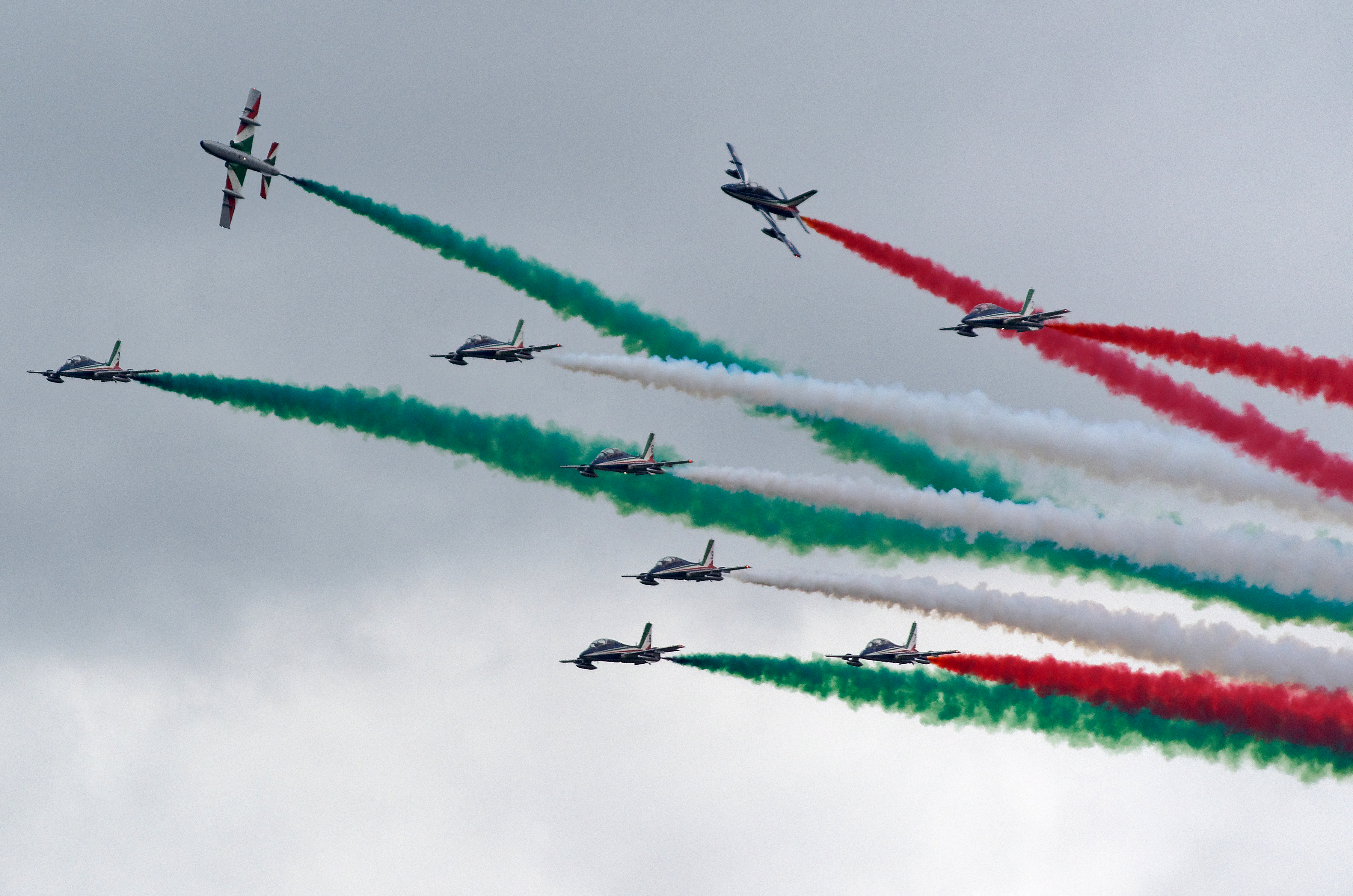
la manovra del doppio tonneau

Raggiunto l'apice del looping a piramidone, la formazione attiva i fumi bianchi per poi puntare verso il basso e aprire in 9 direzioni diverse.

Incrocio:
Il solista sale verticalmente al centro dell'apertura della bomba.

Figura 14:
Incrocio della bomba:
Dopo l'apertura i 9 aerei volano in 9 direzioni diverse. Su comando, eseguono un mezzo otto cubano che inverte la rotta, portandoli a convergere sullo stesso punto.
Il risultato è un capolavoro di sincronizzazione che porta i 9 aerei ad eseguire un incrocio mozzafiato su 3 livelli differenti.

Figura 15:
Tonneau e looping con carrello estratto:
Mentre i 9 velivoli della formazione principale ricongiungono, il solista effettua un tonneau a botte in configurazione d'atterraggio, seguito da un looping. In questo modo va ad esaltare la manovrabilità del 339 anche in configurazione "sporca", con flaps estesi e carrello estratto.

Figura 16:
Schneider destra con aerofreni:
La formazione, in configurazione a diamante e separazione minima, esegue una schneider verso destra con gli aerofreni estratti. In questo modo si esaltano ancora una volta le capacità del velivolo in configurazione "sporca" e a bassa velocità, oltre a mettere in mostra il coloratissimo ventre della livrea della PAN

Volo folle:
Il solista arriva da sinistra, a circa 40° rispetto alla parallela della display line, in configurazione di atterraggio e a bassa velocità. Inizia quindi forse la manovra più conosciuta del suo programma acrobatico, durante la quale l'aeromobile rolla, imbarda e beccheggia continuamente, come se nel cockpit ci fosse effettivamente un folle.
Il solista sta però dimostrando come a bassa velocità l'aereo è estremamente agile, muovendo la barra in modo rotatorio costantemente per l'intera durata della manovra, imprimendo così al velivolo un moto ondulatorio.

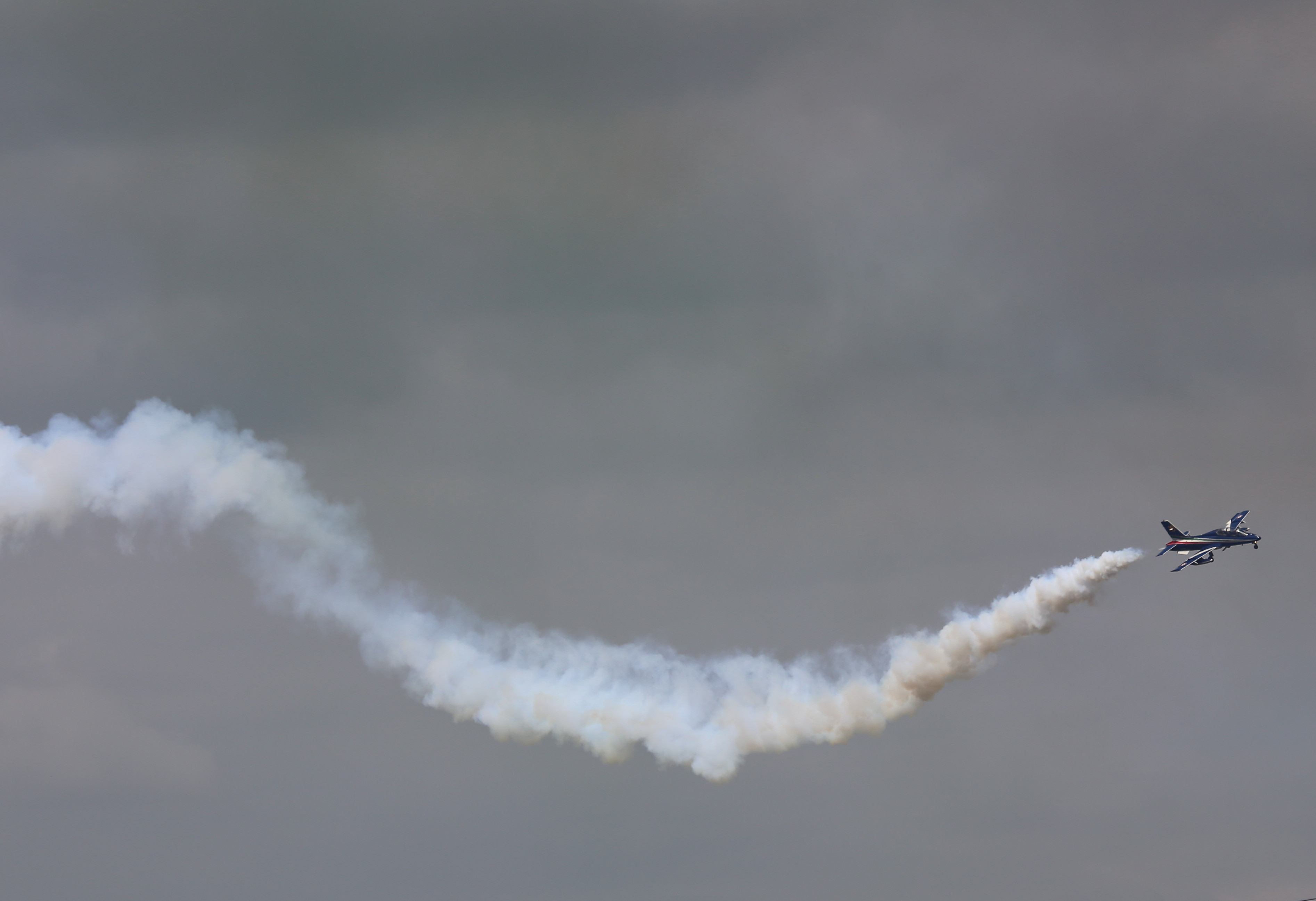
la traiettoria ondulata disegnata dal volo folle del solista

Figura 17:
Alona con carrello estratto:
La formazione si presenta da sinistra, a circa 30/40° rispetto alla parallela della display line, in configurazione ad alona (una sorta di V aperta ma serrata in quanto a separazione tra i velivoli) con flaps estesi, carrelli estratti e fumi bianchi. Al passaggio del solista, la formazione attiva i fumi colorati, sale di quota ed imposta una virata a sinistra in salita, per poi scendere una volta raggiunto l'apice della salita, sempre in virata sinistra.
Il risultato, complice anche la bassa velocità e la poca distanza tra i velivoli, è una scia tricolore che dipinge la bandiera italiana nel cielo, e che permane anche per diversi minuti in assenza di vento. La manovra è eseguita sulle note del Nessun dorma, con la voce del tenore Luciano Pavarotti.

Incrocio:
Il solista arriva da destra ad alta velocità, inizialmente parallelamente al pubblico, per poi virare bruscamente verso la formazione disposta ad alona; Quindi effettua una cabrata subito dopo aver passato la formazione principale, passando attraverso la scia di fumo lasciata in precedenza.

## Riconoscimenti
- Il 17 luglio 2005 le Frecce Tricolori vincono il premio come miglior esibizione al Royal International Air Tattoo e il Principe Faysal bin al-Husayn di Giordania ha consegnato al reparto il prestigioso premio "The King Hussein Memorial Sword", la spada simbolo del proprio paese assegnata alla migliore dimostrazione aerea.[43]
- Il 19 agosto 2005 ricevono a Mosca presso il Salone internazionale aeronautico la Medaglia d'argento al merito aeronautico.
- Durante la celebrazione della "Giornata della Qualità Italia", alla quale hanno partecipato i rappresentanti del Comitato Leonardo, il Presidente della Repubblica ha consegnato il "Premio Leonardo" 2008 alla carriera alle Frecce Tricolori.
- Il 7 dicembre 2010 il Ministro degli affari esteri, Franco Frattini, ha consegnato alla Frecce Tricolori il "Winning Italy Award" 2010 in riconoscimento all'Alta Eccellenza raggiunta tesa a promuovere e valorizzare l'immagine dell'Italia nel mondo.
- Il 24 luglio 2019 le Frecce Tricolori dell’Aeronautica militare italiana hanno vinto il premio RAFCTE Trophy come miglior pattuglia acrobatica straniera al Royal International Air Tattoo di Fairford, in Inghilterra. È considerato uno dei più importanti air show d’Europa.[44]
- Il 26 marzo 2023 vengono certificate dal Guinness dei primati per il maggior numero di aerei all'interno di una formazione acrobatica.[45]

## Incidenti
Di seguito l'elenco degli incidenti accaduti alle Frecce Tricolori, con le conseguenze ai piloti e ai civili.
| Data              | Luogo                       | Circostanza                              | Grado              | Pilota                  | Velivolo       | MM         | Posizione | Conseguenza                           | Note                                                      |
| ----------------- | --------------------------- | ---------------------------------------- | ------------------ | ----------------------- | -------------- | ---------- | --------- | ------------------------------------- | --------------------------------------------------------- |
| 3 maggio 1961     | Rivolto                     | addestramento, collisione in volo        | capitano           | Massimo Raffaello Scala | F-86E(M) Sabre | 19505      | Pony 3    | pilota deceduto, velivolo distrutto   |                                                           |
| 3 maggio 1961     | Rivolto                     | addestramento, collisione in volo        | tenente            | Gianni Pinato           | F-86E(M) Sabre | 19638      | Pony 4    | pilota incolume, velivolo distrutto   |                                                           |
| 21 agosto 1961    | Rivolto                     | addestramento, fase di decollo           | capitano           | Giovanbattista Ceoletta | F-86E(M) Sabre | 19521      | n/d       | pilota incolume, velivolo radiato     |                                                           |
| 30 agosto 1961    | Rivolto                     | addestramento                            | capitano           | Mauro Venturini         | F-86E(M) Sabre | 19572      | n/d       | pilota deceduto, velivolo distrutto   |                                                           |
| 5 maggio 1963     | Carpena                     | manifestazione aerea, collisione in volo | sergente maggiore  | Eugenio Colucci         | F-86E(M) Sabre | 19611      | Pony 5    | pilota deceduto, velivolo distrutto   |                                                           |
| 5 maggio 1963     | Carpena                     | manifestazione aerea, collisione in volo | maresciallo        | Ennio Anticoli          | F-86E(M) Sabre | 19629      | Pony 8    | pilota incolume, velivolo distrutto   |                                                           |
| 22 marzo 1967     | Rivolto                     | addestramento                            | capitano           | Raffaele D'Andretta     | Fiat G.91PAN   | 6256 - 3   | Pony 6    | pilota deceduto, velivolo distrutto   |                                                           |
| 12 dicembre 1969  | Bertiolo                    | addestramento                            | maresciallo        | Giancarlo Bonollo       | Fiat G.91PAN   | 6252       | Pony 6    | pilota incolume, velivolo distrutto   |                                                           |
| 22 settembre 1971 | Palmanova                   | addestramento                            | capitano           | Valentino Jansa         | Fiat G.91PAN   | 6255 - 6   | Pony 9    | pilota deceduto, velivolo distrutto   |                                                           |
| 2 giugno 1973     | Pratica di Mare             | manifestazione aerea, collisione in volo | maggiore           | Angelo Gays             | Fiat G.91PAN   | 6238 - 9   | Pony 7    | pilota deceduto, velivolo distrutto   |                                                           |
| 2 giugno 1973     | Pratica di Mare             | manifestazione aerea, collisione in volo | capitano           | Antonio Gallus          | Fiat G.91PAN   | 6239 - 13  | Pony 4    | pilota incolume, velivolo distrutto   |                                                           |
| 14 marzo 1974     | Beano di Codroipo           | addestramento, collisione in volo        | tenente            | Sandro Santilli         | Fiat G.91PAN   | 6259 - 15  | Pony 9    | pilota deceduto, velivolo distrutto   |                                                           |
| 14 marzo 1974     | Beano di Codroipo           | addestramento, collisione in volo        | tenente            | Ivano Poffe             | Fiat G.91PAN   | 6260 - 10  | Pony 7    | pilota deceduto, velivolo distrutto   |                                                           |
| 12 luglio 1978    | Rivolto                     | addestramento, collisione in volo        | capitano           | Graziano Carrer         | Fiat G.91PAN   | 6261 - 2   | Pony 2    | pilota deceduto, velivolo distrutto   |                                                           |
| 12 luglio 1978    | Rivolto                     | addestramento, collisione in volo        | capitano           | Andrea Di Pauli         | Fiat G.91PAN   | 6240 - 4   | Pony 4    | pilota incolume, velivolo distrutto   |                                                           |
| 27 maggio 1979    | Eriswell, (Inghilterra)     | manifestazione aerea                     | capitano           | Piergianni Petri        | Fiat G.91PAN   | 6254       | Pony 2    | pilota deceduto, velivolo distrutto   |                                                           |
| 9 aprile 1980     | Rivolto                     | addestramento, fase di atterraggio       | capitano           | Vito Posca              | Fiat G.91PAN   | 6241 - 9   | Pony 4    | pilota incolume, velivolo danneggiato |                                                           |
| 29 giugno 1981    | Ramstein, (Germania)        | addestramento, fase di atterraggio       | capitano           | Pasqualino Gorga        | Fiat G.91PAN   | 6251 - 7   | Pony 9    | pilota incolume, velivolo radiato     |                                                           |
| 2 settembre 1981  | Rivolto                     | addestramento, collisione in volo        | tenente colonnello | Antonio Gallus          | Fiat G.91PAN   | 6243 - 12  | Pony 12   | pilota deceduto, velivolo distrutto   |                                                           |
| 2 settembre 1981  | Rivolto                     | addestramento, collisione in volo        | capitano           | Fabio Brovedani         | Fiat G.91PAN   | 6249 - 2   | Pony 2    | pilota incolume, velivolo radiato     |                                                           |
| 4 settembre 1984  | Chiusaforte                 | trasferimento                            | maggiore           | Vito Posca              | MB-339PAN      | 54475      | Pony 1    | pilota incolume, velivolo distrutto   |                                                           |
| 20 febbraio 1985  | Rivolto                     | addestramento                            | tenente            | John Miglio             | MB-339PAN      | 54476 - 11 | Pony 11   | pilota deceduto, velivolo distrutto   |                                                           |
| 28 agosto 1988    | Ramstein, (Germania)        | manifestazione aerea, collisione in volo | tenente colonnello | Mario Naldini           | MB-339PAN      | 54481 - 1  | Pony 1    | pilota deceduto, velivolo distrutto   | 67 vittime civili • (dettagli)                            |
| 28 agosto 1988    | Ramstein, (Germania)        | manifestazione aerea, collisione in volo | capitano           | Giorgio Alessio         | MB-339PAN      | 54474 - 2  | Pony 2    | pilota deceduto, velivolo distrutto   | 67 vittime civili • (dettagli)                            |
| 28 agosto 1988    | Ramstein, (Germania)        | manifestazione aerea, collisione in volo | capitano           | Piergiorgio Accorsi     | MB-339PAN      | 54475 - 3  | Pony 3    | pilota incolume, velivolo danneggiato | 67 vittime civili • (dettagli)                            |
| 28 agosto 1988    | Ramstein, (Germania)        | manifestazione aerea, collisione in volo | capitano           | Antonino Vivona         | MB-339PAN      | 54478 - 5  | Pony 5    | pilota incolume, velivolo danneggiato | 67 vittime civili • (dettagli)                            |
| 28 agosto 1988    | Ramstein, (Germania)        | manifestazione aerea, collisione in volo | tenente colonnello | Ivo Nutarelli           | MB-339PAN      | 54552 - 10 | Pony 10   | pilota deceduto, velivolo distrutto   | 67 vittime civili • (dettagli)                            |
| 12 dicembre 1988  | Rivolto                     | addestramento                            | tenente colonnello | Paolo Scoponi           | MB-339PAN      | 54537 - 0  | Pony 0    | pilota deceduto, velivolo distrutto   |                                                           |
| 27 ottobre 2002   | Rivolto                     | addestramento                            | capitano           | Andrea Braga            | MB-339PAN      | 54497-10   | Pony 4    | pilota incolume, velivolo distrutto   | I due capitani si trovavano a bordo dello stesso velivolo |
| 27 ottobre 2002   | Rivolto                     | addestramento                            | capitano           | Stefano Commisso        | MB-339PAN      | 54497-10   | Pony 4    | pilota incolume, velivolo distrutto   | I due capitani si trovavano a bordo dello stesso velivolo |
| 16 settembre 2023 | Aeroporto di Torino-Caselle | trasferimento, fase di decollo           | maggiore           | Oscar del Do            | MB-339PAN      | 54539 - 4  | Pony 4    | pilota incolume, velivolo distrutto   | 1 vittima civile • (dettagli)                             |
| 6 Maggio 2025     | Pantelleria                 | addestramento, collisione in volo        | capitano           | Simone Fanfarillo       | MB-339PAN      | 54477      | Pony 6    | pilota incolume, velivolo danneggiato | collisione aerea tra 3 velivoli                           |
| 6 Maggio 2025     | Pantelleria                 | addestramento, collisione in volo        | capitano           | Luca Battistoni         | MB-339PAN      | 54538      | Pony 8    | pilota ferito, velivolo danneggiato   | collisione aerea tra 3 velivoli                           |
| 6 Maggio 2025     | Pantelleria                 | addestramento, collisione in volo        | capitano           | Alessandro Sommariva    | MB-339PAN      | 55059      | Pony 9    | pilota incolume, velivolo danneggiato | collisione aerea tra 3 velivoli                           |

## Posizioni Velivoli G.91PAN
Matricole note e posizioni ricoperte dei velivoli G.91PAN
|      | 1    | 2    | 3    | 4    | 5    | 6    | 7    | 8    | 9    | 10   | 11   | 12   | 13   | 14   | 15   | 16   | NC   |
| 1964 | 6248 |      | 6250 |      | 6243 |      |      | 6238 |      | 6249 |      |      | 6255 |      |      |      |      |
| 1965 | 6248 |      | 6250 | 6254 | 6243 |      |      | 6238 |      |      |      | 6242 | 6255 | 6260 |      | 6249 |      |
| 1966 | 6242 | 6264 | 6250 | 6254 |      |      |      |      |      |      |      | 6252 | 6255 |      |      | 6249 |      |
| 1967 | 6238 | 6264 | 6252 |      |      | 6244 |      | 6240 | 6241 | 6261 |      | 6242 | 6255 | 6254 | 6248 | 6249 | 6256 |
| 1968 | 6238 |      | 6254 | 6252 | 6248 | 6250 |      | 6243 | 6240 | 6261 |      | 6242 | 6255 |      | 6239 | 6249 |      |
| 1969 | 6264 | 6244 | 6254 |      | 6248 | 6240 |      | 6239 | 6243 |      | 6250 | 6252 | 6255 |      | 6241 | 6249 |      |
| 1970 | 6248 | 6244 |      |      | 6259 |      |      | 6251 |      | 6260 |      | 6242 | 6255 | 6261 | 6241 | 6249 |      |
| 1971 | 6248 |      | 6241 | 6242 |      |      |      |      |      | 6244 | 6250 |      | 6255 | 6261 |      | 6249 |      |
| 1972 | 6248 | 6264 | 6244 | 6242 | 6249 | 6243 |      |      | 6238 | 6260 | 6240 | 6250 | 6239 | 6261 |      |      |      |
| 1973 | 6248 | 6241 | 6244 | 6242 | 6249 | 6264 | 6239 | 6238 | 6251 | 6243 | 6240 | 6250 |      | 6261 | 6259 |      |      |
| 1974 | 6248 | 6241 | 6244 | 6242 |      | 6264 | 6259 |      | 6260 | 6243 | 6240 | 6250 | 6265 | 6261 | 6254 |      |      |
| 1975 | 6248 | 6241 | 6244 | 6242 | 6314 | 6264 |      | 6311 | 6251 | 6243 | 6310 |      | 6265 | 6261 | 6254 |      |      |
| 1976 | 6249 | 6241 | 6250 | 6240 | 6314 | 6264 |      | 6311 | 6251 | 6243 |      | 6248 |      | 6301 | 6254 |      | 6242 |
| 1977 | 6249 | 6261 | 6250 | 6240 | 6314 | 6264 |      | 6311 | 6251 | 6243 | 6253 | 6248 |      | 6301 | 6254 |      |      |
| 1978 | 6249 | 6261 | 6250 | 6240 | 6265 | 6264 |      | 6311 | 6241 | 6243 | 6253 | 6248 | 6251 | 6301 |      |      |      |
| 1979 | 6243 | 6249 | 6250 | 6265 | 6248 | 6264 | 6253 | 6311 | 6241 | 6244 |      | 566  | 6251 | 6301 |      |      | 6254 |
| 1980 | 6243 | 6249 | 6250 | 6248 | 6301 | 6264 | 6251 | 6314 | 6241 | 6244 |      | 566  |      |      |      |      |      |
| 1981 | 6243 | 6249 | 6250 | 6248 | 6301 | 6264 | 6251 | 6314 | 6310 | 6311 |      | 566  |      |      |      |      |      |

## Galleria d'immagini

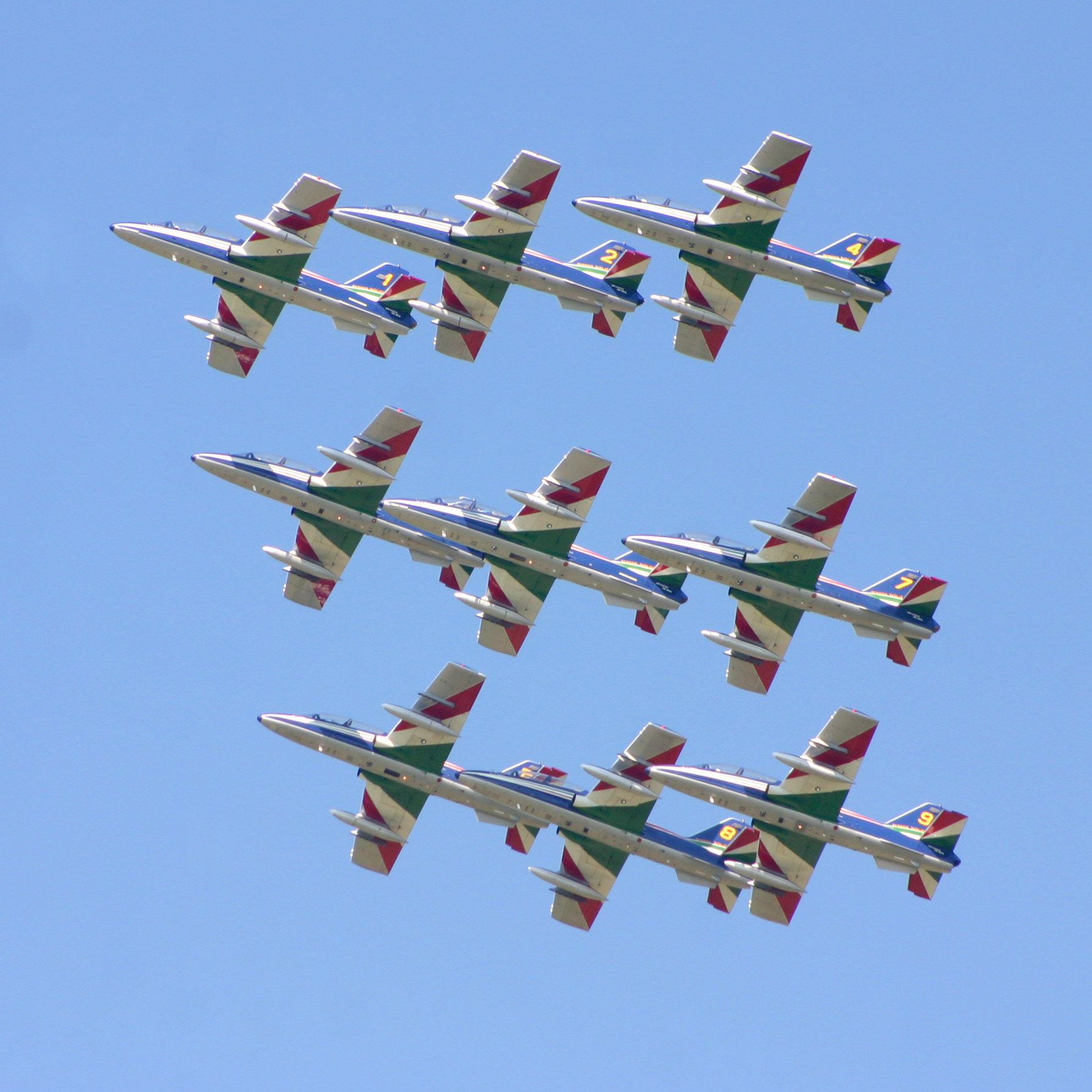
Air 04, Payerne, Svizzera
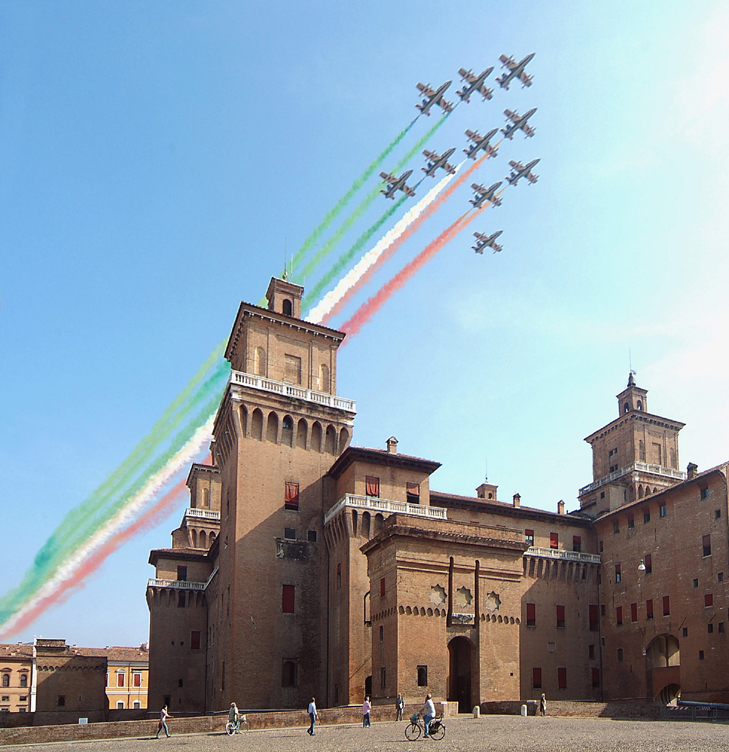
Le Frecce Tricolori sopra il castello Estense di Ferrara
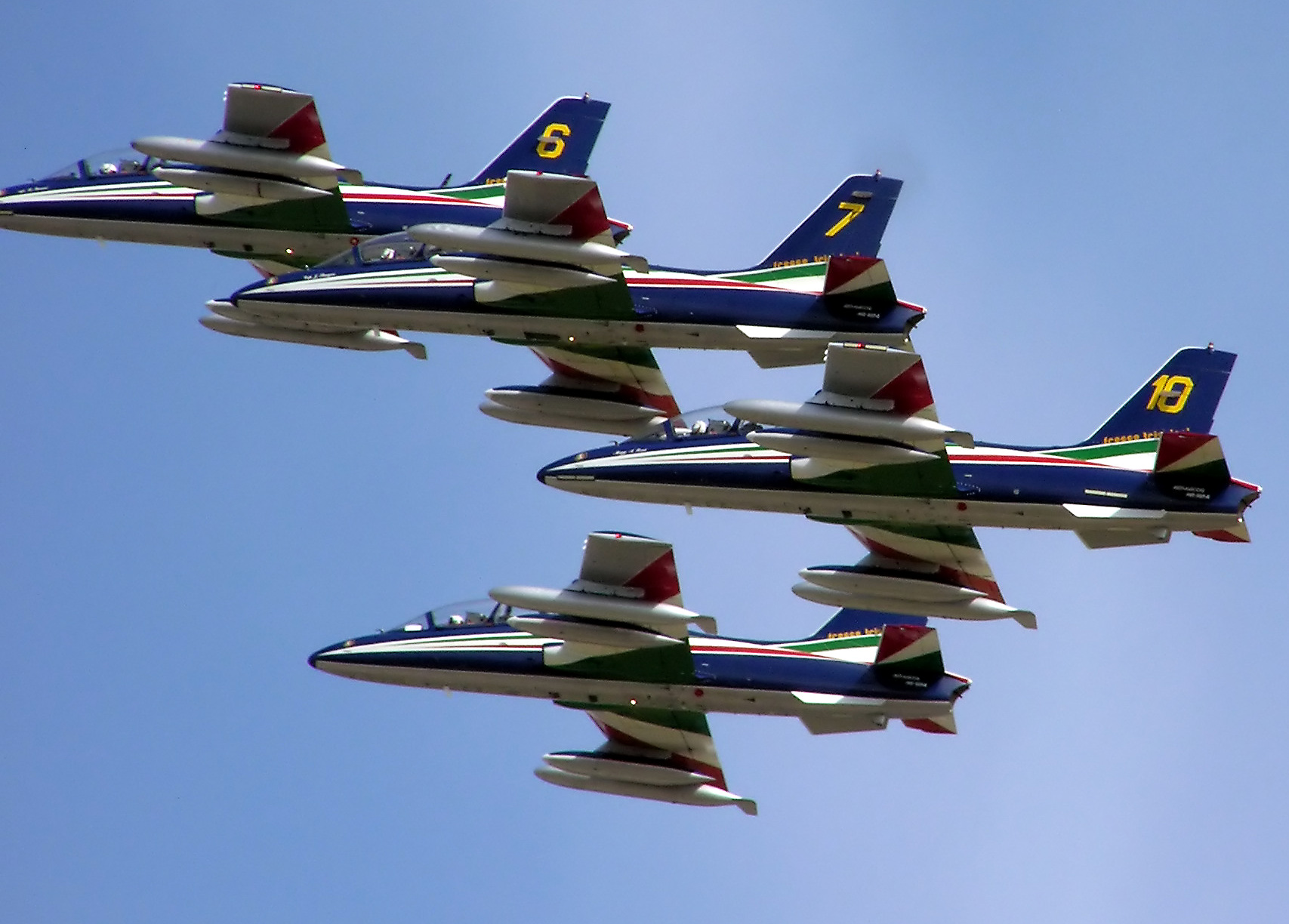
Formazione serrata in occasione del Royal International Air Tattoo tenutosi a Fairford nel 2005
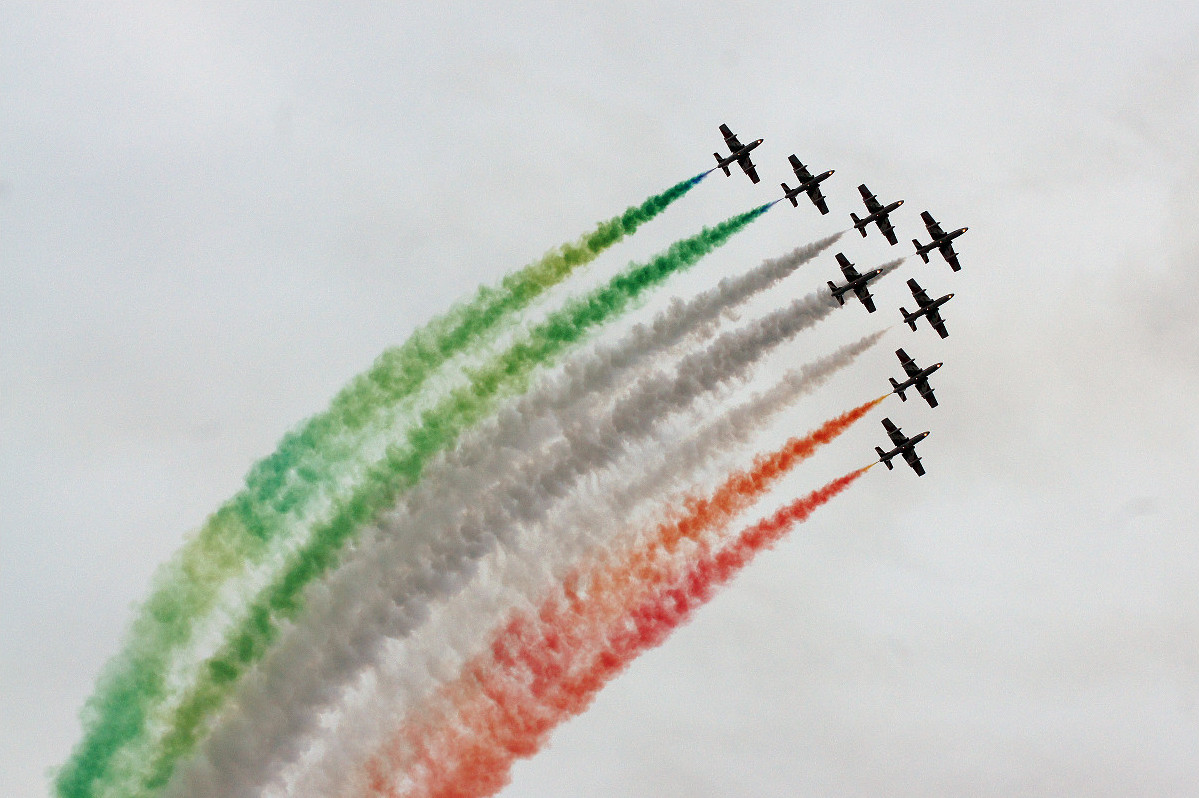
Airshow, Fermo, 13 settembre 2015
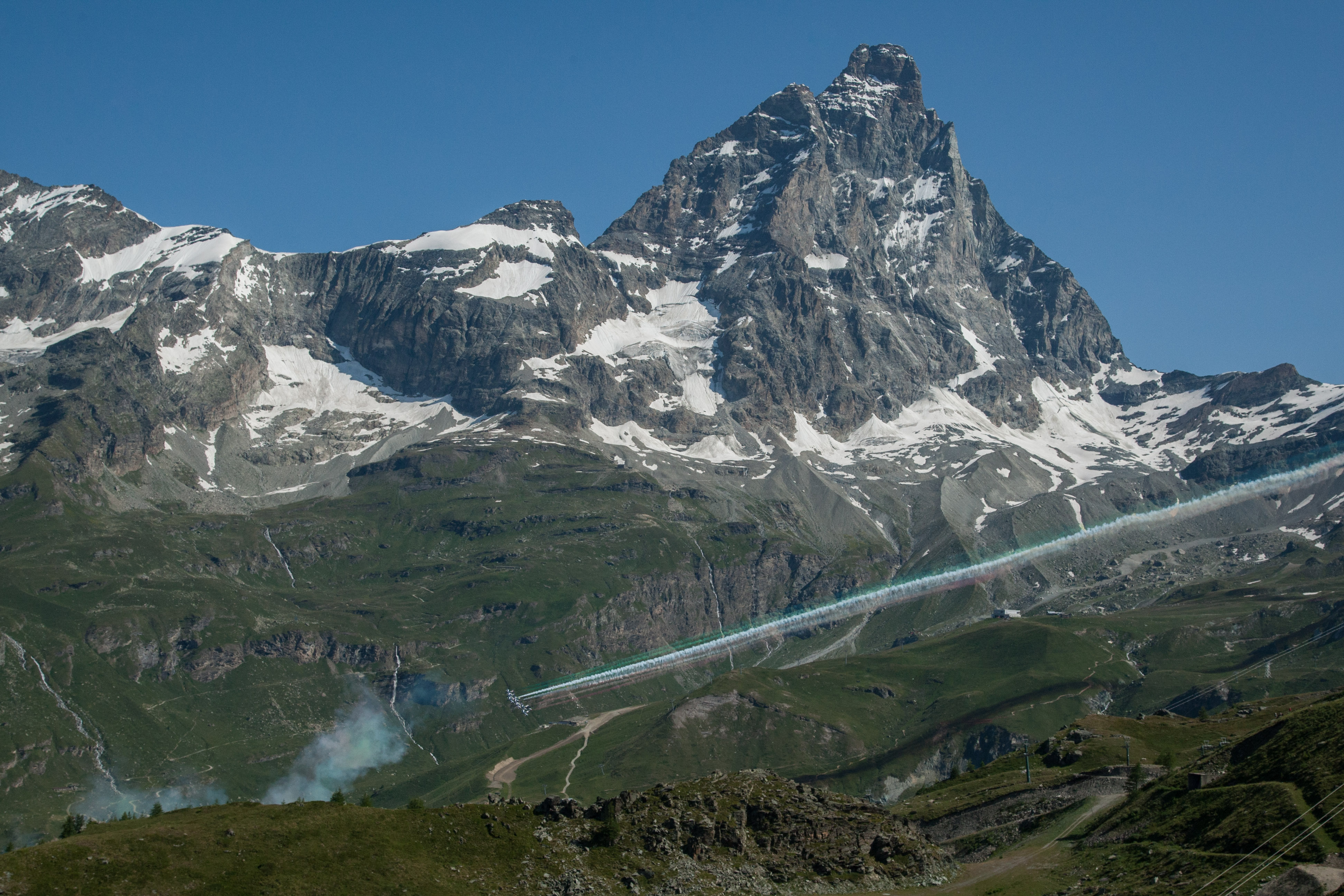
Il Cervino con le frecce tricolori per il 150º anniversario della prima ascesa
- Video delle Frecce Tricolori durante lo Sky Tour 2014
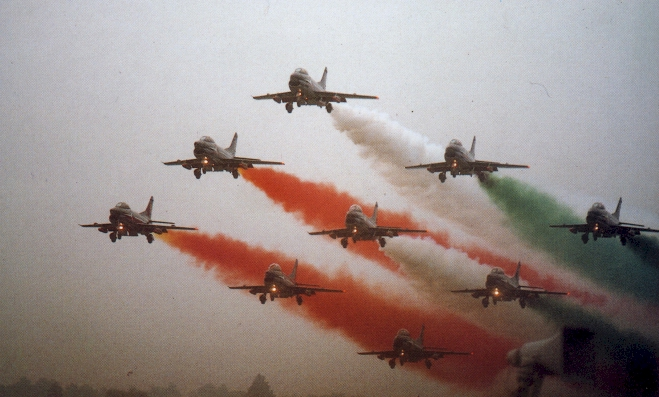
Anni 60 Passaggio con fumi colorati dei G.91
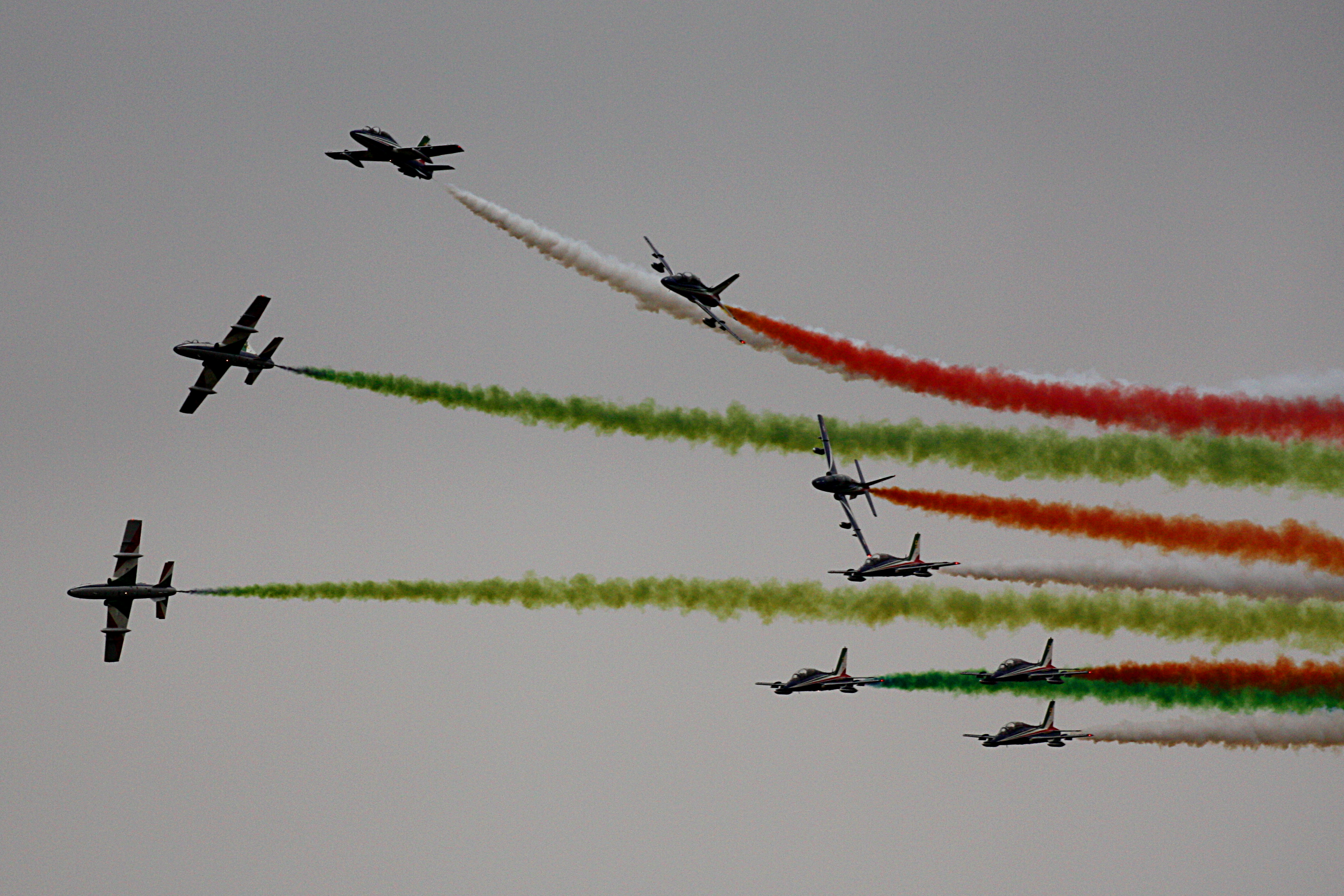
Inaugurazione Stagione 2016 - Rivolto
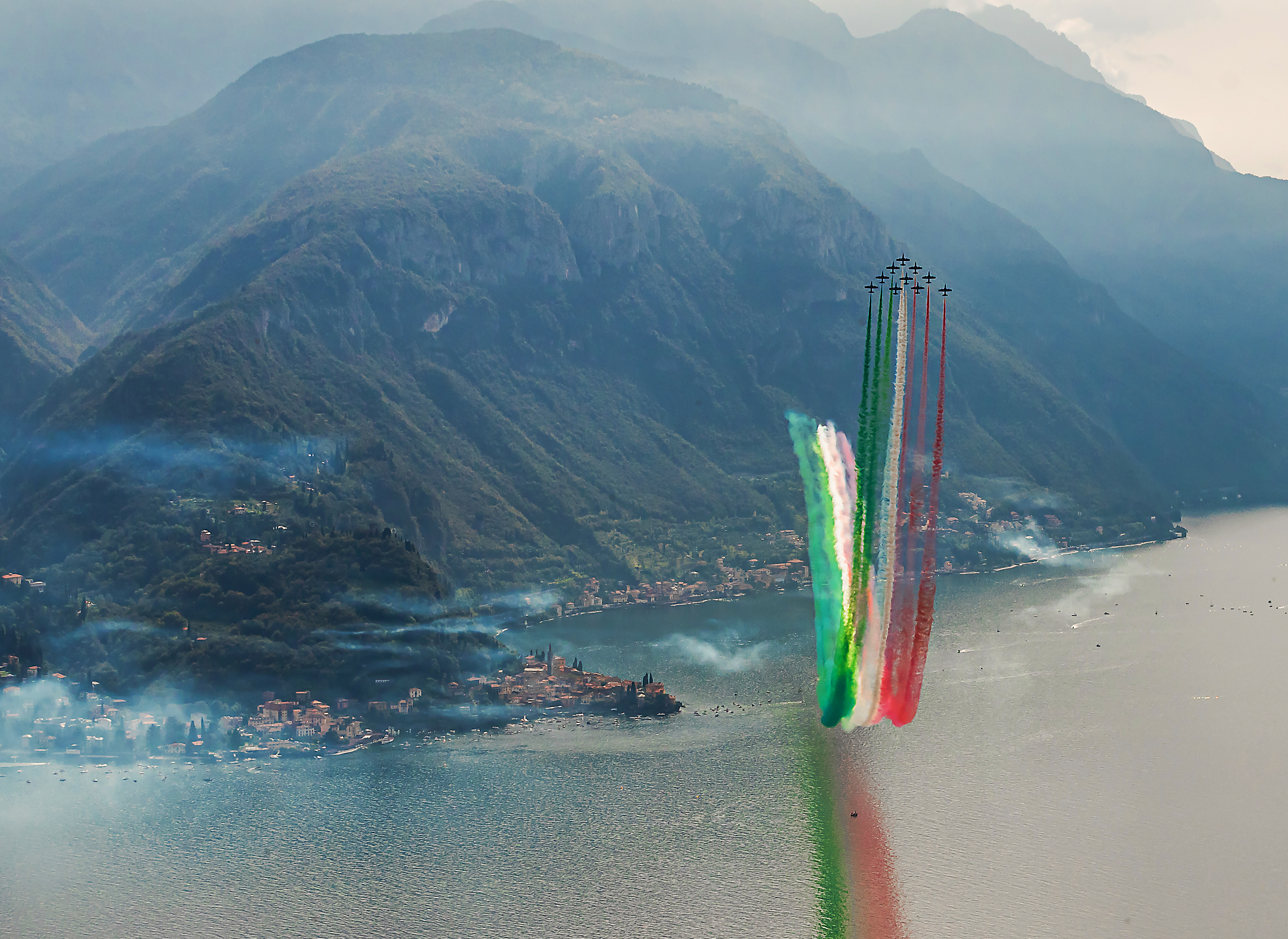
Frecce Tricolori su Varenna

## Le Frecce Tricolori nei media
- Forza "G", film del 1972.
- Un aereo delle Frecce Tricolori appare nella serie televisiva statunitense Royal Pains (serie 3, episodio 10): nell'episodio l'aereo è il primo sullo sfondo quando viene inquadrato il "Generale".